# محافظة الوادي الجديد
محافظة الوادي الجديد أكبر محافظات مصر من حيث المساحة والثالثة أفريقيا بعد تمنراست وأدرار في الجزائر وثاني أقل محافظة بعد جنوب سيناء سكانًا.

## التسمية
- يرجع تسميتها إلى إعلان الرئيس المصري الراحل جمال عبد الناصر عام 1958م عن البدء في إنشاء وادٍ موازٍ لوادي النيل يخترق الصحراء الغربية لتعميرها وزراعتها على مياه العيون والآبار بهدف تخفيف التكدس السكاني في وادي النيل، وكانت تسمى قبل ذلك محافظة الجنوب.
- في يوم 3 أكتوبر سنة 1959 وصلت أول قافلة لتعمير والاستصلاح بالوادي الجديد وتم اعتبار ذلك اليوم عيدا قوميا تحتفل به المحافظة كل عام. وفي العام 1961 أنشئت محافظة الوادي الجديد ضمن التقسيم الإداري لمحافظات الجمهورية وكانت تتكون من مركزيين إداريين هما مركز الخارجة ومركز الداخلة، وفي 1992 تحولت الفرافرة إلى مركز إداري ليصبح للمحافظة ثلاث مراكز إدارية أما الآن فقد تحوّل مركز باريس ومركز بلاط إلى مركزين إداريين أيضا وبالتالي أصبح للمحافظة خمسة مراكز إدارية.

## تاريخ
عرفت واحات مصر منذ أقدم العصور فواحة الخارجة سميت بـ«الواحة العظمى» حيث كانت تشغل منخفضا كبير في الصحراء وعاصمتها هيبس والتي اشتق إسمها من كلمة هبت ومعناها المحراث. وكانت الواحات الداخلة تسمي كنمت وعاصمتها (دس- دس) أي (اقطع- اقطع) بمعنى قطع الأرض وشقها لزراعتها وعرفت الفرافرة باسم (تا- احت) أي أرض البقر.
عاش في المنطقة إنسان عصور ما قبل التاريخ منذ حوالي 5000 سنه ق.م. وترك آثاره في ربوع الواحات منها جبل الطير بالخارجة ودرب الغبارى بطريق الخارجة - الداخلة وفي العوينات جنوب الواحات، وفي العصور الفرعونية كانت الواحات تُمثّل أهمية قصوى لكونها خط الدفاع الأول عن مصر القديمة لتعرضها لهجمات النوبيين من الجنوب والليبيين من الغرب، وكان الفراعنة يهتمون بهدوء المنطقة واستقرارها وتظهر آثارهم في عدة مناطق بالخارجة والداخلة، وعندما غزا قمبيز الفارسي مصر العام 525 ق.م.
وأهان معبودها الإله آمون واختفى جيشه المكوّن من 50000 مقاتل في بحر الرمال العظيم جاء خلفه دارا الأول فحاول إرضاء المصريين حتى يتمركز حكمه ويرضى عنه كهنة الإله آمون فبدأ في ترميم ونقش بعض المعابد ومنها معبد هيبس ثم كان للبطالمة دورهم الكبير في ازدهار الزراعية بالواحات واستغلال اقتصادياتها وتظهر آثارهم على طول درب الواحات بطريق باريس. وعندما بدأ اضطهاد الرومان لأقباط مصر حضر إلى الواحات كثير من الأقباط الفارٌين بدينهم وعقيدتهم وعاشوا فيها بزراعة الأراضي حاصدين لخيراتها. وتعد (جبانة البجوات) بشمال الخارجة أبرز دليل لهذا العهد وجاء دور الرومان الذين استغلوا الواحات فظهروا وشقوا القنوات واستغلوها في الزراعات الكبيرة وازدهرت التجارة على طريق درب الأربعين الموصل بين مصر والسودان عبر الواحات، وكان شريانا للتجارة، وتظهر معابدهم على طول هذا الدرب وأهمها معبد الغويطة وعند الزيان معبد دوش.

## الجغرافيا والسكان

### الموقع
تقع محافظة الوادي الجديد في الجنوب الغربي لمصر بالصحراء الغربية ويحدها من الشرق محافظات المنيا، أسيوط، سوهاج، قنا وأسوان، ومن الغرب حدود مصر مع ليبيا ومن الشمال محافظات مطروح والواحات البحرية التابعة مدينة السادس من أكتوبر ومن الجنوب حدود مصر مع السودان.

### المساحة
تبلغ مساحة المحافظة 440098 كم2 بما يعادل 44% من المساحة الكلية لجمهورية مصر العربية وحوالي 66%من مساحة الصحراء الغربية وهذه المساحة تشمل ثلاث واحات هي الخارجة الداخلة الفرافرة وهي خمس مراكز إدارية بالمحافظة وهم (مركز الخارجة- مركز الداخلة- مركز الفرافرة- مركز باريس- مركز بلاط) والعاصمة هي الخارجة.
أشارت نتائج التعداد العام في 1996 أن عدد السكان كان قد بلغ 141774 نسمة، كما بلغ معدل النمو السكاني 2.3%. أما في عام 2010 فقد بلغ عدد السكان (188252) نسمة متواجدون في الحضر بنسبة 50.5% وفي الريف بنسبة 49.5% من إجمالي السكان وتبلغ الكثافة السكانية 0.5 لكل واحد كم2 وفي المساحة المأهولة تبلغ 166 نسمة لكل 1 كم.

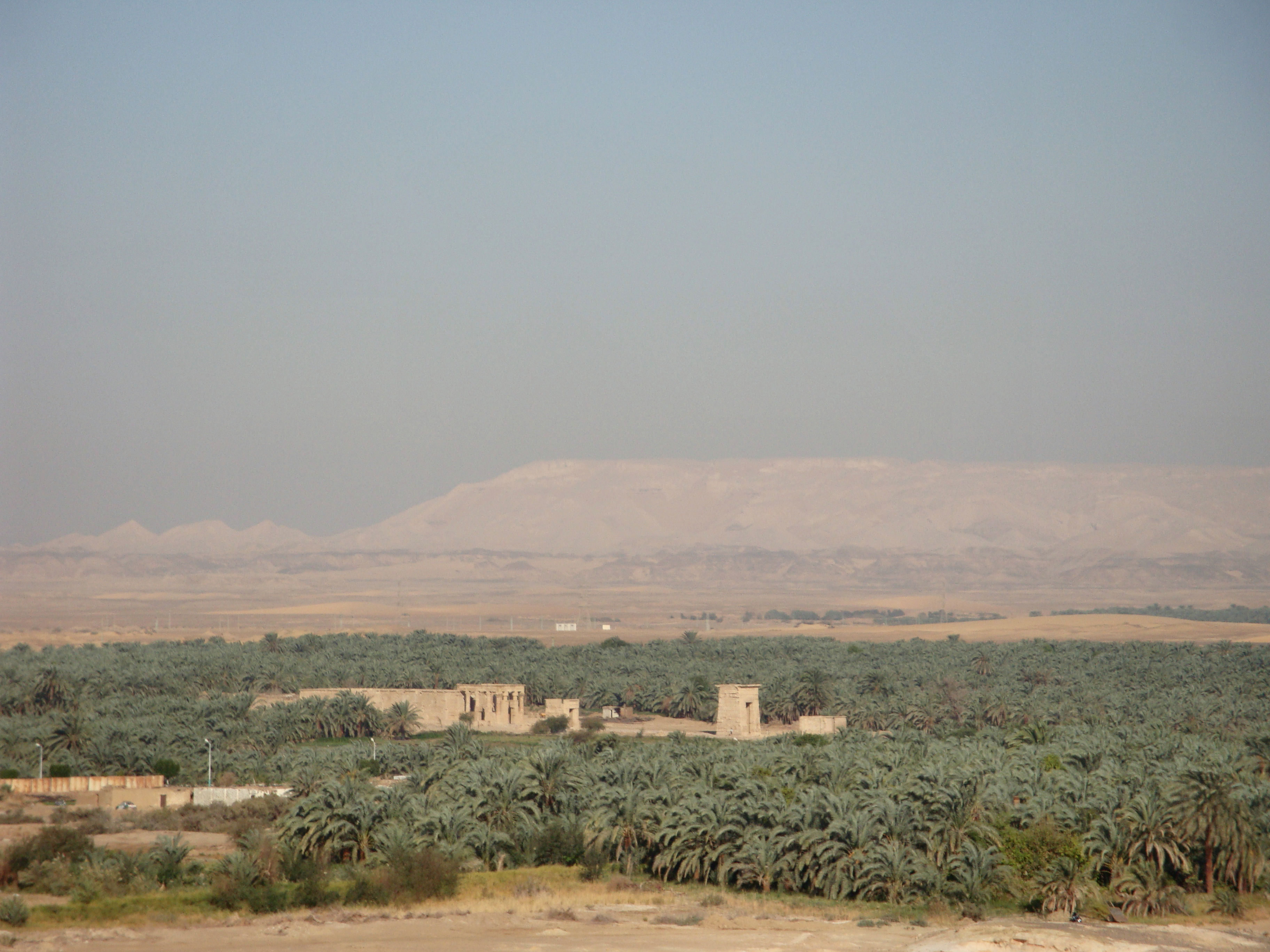
زراعة النخيل والبلح من أهم صادرات المحافظة

### السكان
أشارت نتائج التعداد العام في 1996 أن عدد السكان كان قد بلغ 141774 نسمة، كما بلغ معدل النمو السكاني 2.3%. أما في نهاية عام 2013 فقد بلغ عدد السكان (234,016) نسمة منهم 105,589 نسمة في الحضر بنسبة 50.4% و 104,008 نسمة في الريف بنسبة 49.6% من إجمالي السكان وتبلغ الكثافة السكانية 1 فرد لكل 2 كم2 وفي المساحة المأهولة تبلغ 174 نسمة لكل 1 كم 2.

### التقسيم الإداري
1. مركز الخارجة، عدد السكان: 83223.
2. مركز باريس، عدد السكان: 12000.
3. مركز بلاط، عدد السكان: 14425.
4. مركز الداخلة، عدد السكان: 75356.
5. مركز الفرافرة، عدد السكان: 24593.

وكذلك (5) مدن هي (الخارجة - باريس - موط - بلاط - الفرافرة). كما تضم المحافظة (46) وحدة محلية قروية، تتبعها (173) قرية رئيسية وتابع.

### المناخ
تمتاز محافظة الوادي الجديد بمناخ جاف صيفاً دافئ شتاءً والأمطار نادرة وتتميز المحافظة بأعلى نسبة سطوع للشمس في العالم على مدار السنة والتي يمكن استغلالها كمصدر للطاقة المتجددة.

## الاقتصاد

### السياحة
تتميز المحافظة بوجود آثار تمثل جميع العصور التاريخية منها الفرعونية والرومانية والقبطية والإسلامية والفارسية والبطليمة. وتتميز بجمال الطبيعة والهدوء والجو النقي الشمس الساطعة وكلها من المقومات السياحية الهامة والتي وضعتها على خريطة مصر السياحية.

### الزراعة
النخيل والتمور - الزيتون - البرتقال - القمح - المشمش - المانجا - التفاح - البرسيم الحجازي

### الإنتاج الحيواني
تربية الأبقار والأغنام

### الصناعة
- الحرف اليدوية: الخزف - الفخار - الأرابيسك - الكليم والسجاد.
- صناعات غذائية: تعبئة التمور - تعبئة السكر - الطماطم - عبوات المياه الطبيعية وتعبئتها - منتجات الألبان - تكرير وتعبئة زيت الزيتون.
- صناعات تعدينية: مشروع فوسفات أبو طرطور.

## المعالم الطبيعية والسياحية
- مقابر البجوات

تقع خلف معبد هيبس من الناحية الشمالية وسميت بذلك لكونها بنيت على شكل قباب ويرجع تاريخها إنشائها عندما هرب الأقباط من اضطهاد الرومان في القرن السادس الميلادي واستقروا في الخارجة وشعروا بالأمان فبنوا كنائسهم والتي ما زالت موجودة حتى الآن.
ومنها كنيسة الخروج والتي بها رسوم تحكي قصة خروج بني إسرائيل من مصر يتبعهم فرعون بجنوده وبعض القصص الدينية التي ذكرت في القرآن الكريم والكتاب المقدس وبعد فترة من الزمان وبعد عودة الأقباط مرة أخرى كان يستغلها وحجاج الدرب الغربي كاستراحات عند ذهابهم إلى الحج وفيها كتبوا ذكرياتهم وسطّروا الشعر والنثر ويبلغ عدد هذه القبوات 263 مقبرة.
- معبد هيبس

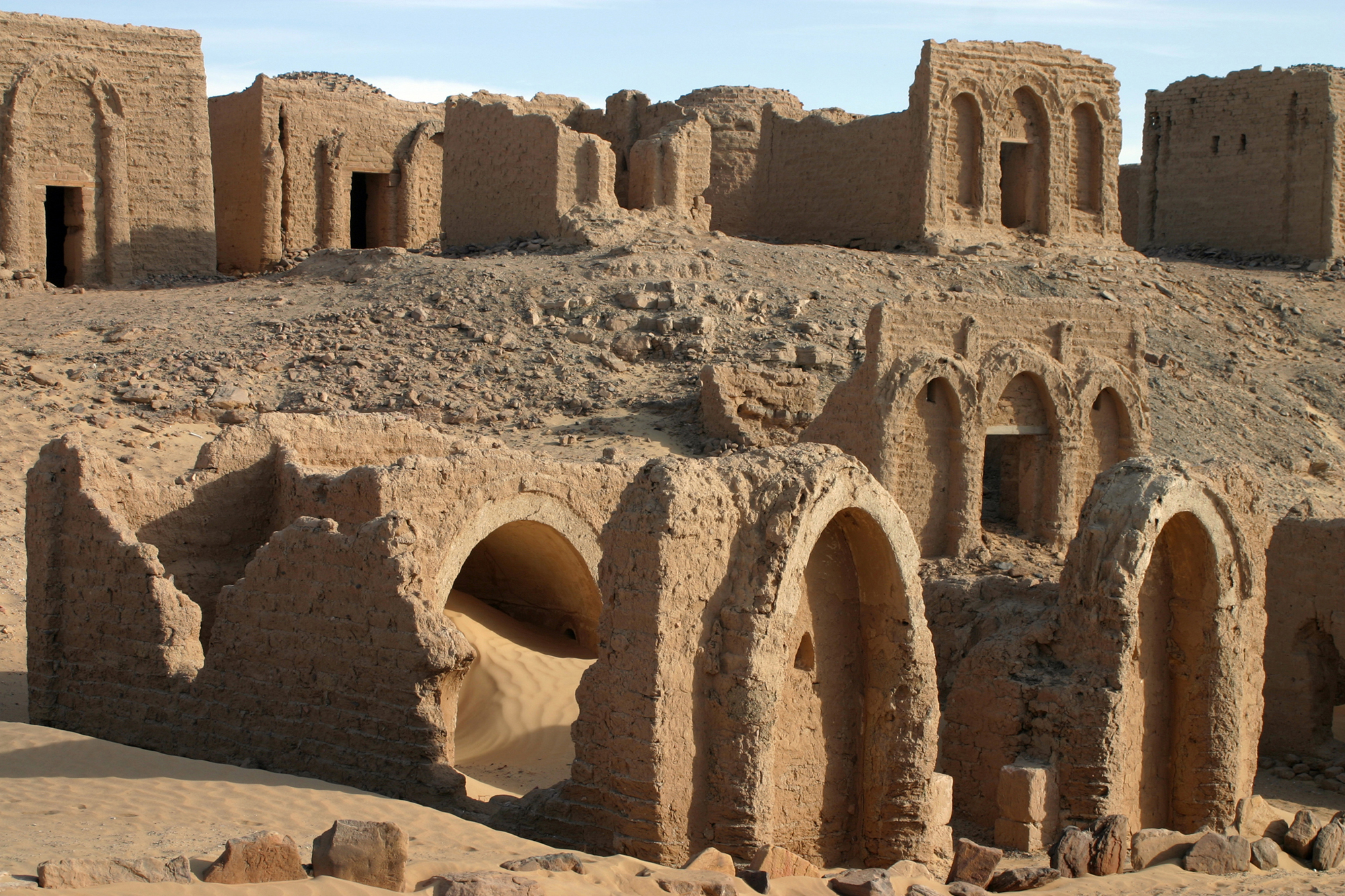
مقابر البجوات - بمدينة الخارجة

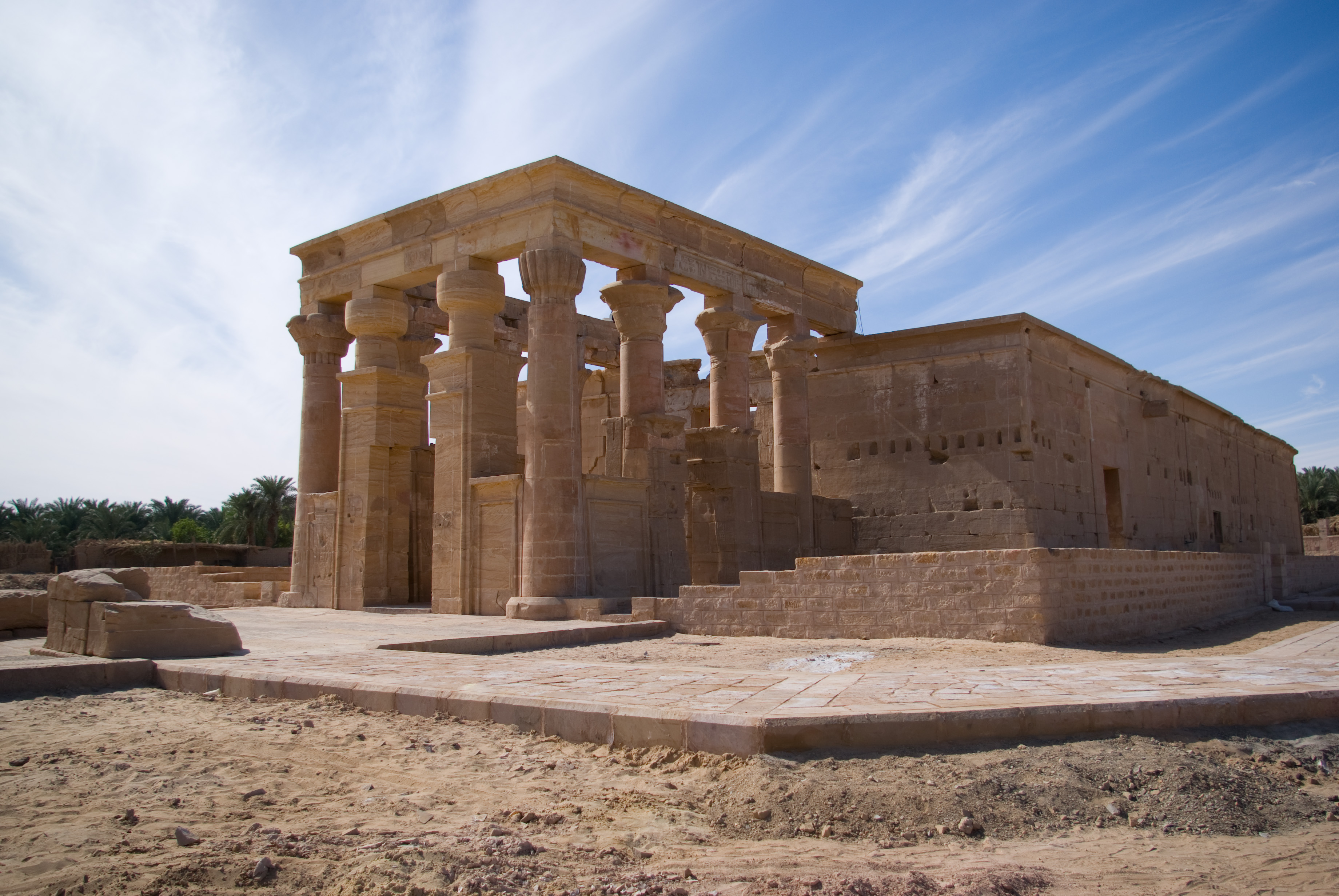
معبد هيبس - أحد أهم معالم مدينة الخارجة

يقع شمال مدينة الخارجة وترجع أهمية هذا المعبد العظيم إلى أنه يمثل عصور تاريخية مختلفة وهي الفرعونية والفارسية والبطلمية والرومانية وبدأ بناؤه منذ الأسرة 26 عام 588 ق.م. ويبدأ المعبد من المساحة الواسعة الموجودة أمامه والتي كانت تعرف بالبحيرة المقدسة ثم مرسى السفن - البوابة الرومانية- البوابة والبطلمية- البوابة الفارسية فناء نختانبو صالة الأعمدة لاثني عشر- الصالة المستعرضة- وأخير قدس الأقداس. بوابة معبد هيبس
- صالة الأعمدة الأثني عشر بمعبد هيبس

صورت الملك مينا موحد القطرين بمعبد هيبس
- معبد الناضورة

يقع في الجهة الشرقية الجنوبية لمعبد هيبس شرق طريق ويقع على ربوة مرتفعة وسُمّي بهذا الاسم لأنه استخدام في عصر المماليك للاستطلاع لأنه يكتشف الطريق من مسافة كبيرة الارتفاع. وبُني هذا المعبد في العصر الروماني أوائل القرن الميلادي وما زال به بقايا لكتابات هيروغليفية ونقوش بارزة.
- معبد الغويطة

يقع على بعد 20 كم جنوب مدينة الخارجة وبُني لعبادة الإله آمون وموت ختسو من الأسرة السابعة والعشرين عام 55ق.م ويبدأ المعبد بالواجهة وعليها نقش بطلميوس الثالث يلبس تاج الوجه القبلي من الناحية الجنوبية وتاج الوجه البحري من الناحية الشمالية ويظهر نقش يوضح صورة بطليموس الثالث وينتهي المعبد بقدس الأقداس وأعلى المعبد توجد إحدى القلاع التي كانت تستخدم في مراقبة درب الواحات.
- معبد دوش

يبعد عن مدينة الخارجة حوالي 113 كم وعن قرية باريس 23 كم داخل الصحراء.
- الخارجة القديمة

هي أبنية من الطوب اللبن شوارعها ضيقة ومتعرجة ومسقوفة بخشب الدوم النخيل وكان لكل شارع بوابة تغلق عند حدوث أي عدوان من البدو. وقد بُنيت من القرن العاشر الميلادي على طراز إسلامي تتوسطها عيون الماء مثل (عين الدار) ويمثل كفاح أهالي الوادي الجديد منذ مئات السنين.
- معبد الزيان

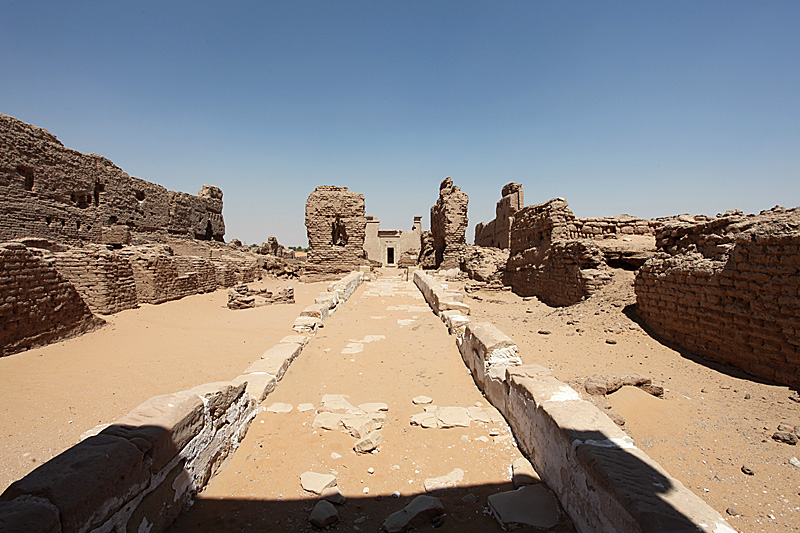
معبد قصر الزيان

يقع جنوب قصر الغويطة في قرية قصر الزيان بجوار قرية بولاق ويرجع إلى العصور البطلمي -وقد قام بترميمه الإمبراطور الروماني انطونيوس بيوس عام 138م وقد إنشاء هذا المعبد لعبادة الإله آمون والمنطقة المحيطة به كانت تسمى (تشمونمبريس) وفي نهاية المعبد توجد المقصورة وعليها بعض النصوص. معبد دوش:- يقع جنوب الخارجة ويبعد عنها حوالي 113 كم وعن قرية باريس 23 كم داخل الصحراء ويقع في ملتقى درب الواحات الموصل إلى السودان ودرب إسنا إلى يربط باريس إسنا وقد بُني هذا المعبد عام 117 م ويقع في الواحة دوش القديمة وعلى جدرانه نقوش ويبدو أن جواره منطقة أثرية هامة.
- مكتبة مبارك العامة بالوادي الجديد

أكبر مكتبات محافظة الوادي الجديد ومن أهم فروع مشروع مكتبة مبارك العامة تقع في وسط مدينة الخارجة عاصمة المحافظة وفي متوسط الكتلة السكنية بالمدينة.
- قبر الجندي المجهول
- درب الغباري

على مشارف مدخل الواحات الداخلة حيث توجد صخور رملية تأخذ أشكال متعددة أهمها شكل الجمل الرابض وتحوي هذه الصخور مخربشات لإنسان ما قبل التاريخ منذ حوالي 5000 ق.م. وتصور رسومات الإنسان بعد أن عرف الزراعة وإستنانس الحيوان حيث تصور النخلة وحيوانات الركوب
قرية البشندي 
قرية صغيرة بنيت مساكنها على الطراز الفرعوني بالطوب الأخضر وبها معبد قديم مدفون في الرمال يرجح أن يكون من الأسرة 19 الفرعونية ثم أُعيد ترميمه في عهد رمسيس التاسع، وتوجد أيضاً المقبرة الرومانية لحكام هذه المنطقة منذ القرن الأول الميلادي ومنقوش بصورة قديمة تحكى عملية التحنيط ومحاكمة الميت في محكمة أوزيريس، وتوجد في القرية المقبرة الإسلامية للشيخ بشندي الذي سميت باسمة وكانت تستعمل ككتاب لتعليم القرآن الكريم لأطفال القرية، ويقع في جنوب القرية معبد بربيعه وهو من العصر الروماني وشيد من الحجر الرملي.
- آثار البشندي

توجد بقرية البشندي بمدينة بلاط منها الآثار القديمة مثل مقبرة كتيانوس وهي مقبرة من الحجر الرملي وبها نقوش تمثل الموت والتحنيط والبعث والحساب وهي الحاكم روماني سميت باسمة أما الآثار الإسلامية فهي مقبرة الشيخ البشندي والتي سميت أيضا باسمه وكان شيخ القرية في العصور التركية وبني مقبرته من أحجار معبد فرعوني قديم كان موجود بالقرية وكانت تستعمل كمصلى وكتّاب لتعليم القرآن الكريم واللغة العربية ولحساب لأطفال القرية.
- مقابر بلاط الفرعونية

تقع مقابر بلاط الفرعونية بمدينة بلاط بالوادي الجديد على بعد كيلو متر واحد من قرية بلاط الاسلامية القديمة حيث توجد المصاطب الست ترفع عليها بعض البنايات لمقابر رومانية أخرى والمقابر من الأسرة السادسة الفرعونية منذ عام 2420 ق.م. وتوجد بها مقبرة حاكم المنطقة ومسلتان صغيرتان.
- آثار قرية بلاط الإسلامية وهي عبارة عن قرية تقع فوق رابية مرتفعة شوارعها ضيقة ومسقوفة من خشب الدوم والنخيل ومقسمة إلى الشوارع للعائلات. وترجع القرية إلى العصر التركي وهي مقامة على ربوة مرتفعة وشوارعها ضيقة ومسقوفة من خشب الدوم والنخيل والسنط وتوجد على مداخلها لوحات خشبية نقش عليها اسم المبنى وتاريخ البناء وآيات من القرآن الكريم.[3]

- موط القديمة

عاصمة واحات الداخلة اسمها من (موت) زوجة الإله آمون مدينة قيمة من العصور الفرعونية وفي وسطها آثار معبد ما زالت بعض أحجارة وتبعد الخارجة 200 كم ووج بها لوحة المياه الشهيرة التي يرجع تاريخها إلى الأسرة الثانية والعشرية عام 1000 ق.م.
- قرية القصر الإسلامية

وهي قرية تقع شمال الداخلة وكانت أول قرية استقبلت القبائل الإسلامية بالواحات عام 50 هجرية وبها بقايا مسجد من القرن الأول الهجري وازدهرت في العصر الأيوبي وكانت عاصمة الواحات وبها قصر الحاكم وهي أصل التسمية إحدى مداخل القصر الإسلامية القديمة المسماة (بالحصن) وازدهرت في العصر الأيوبي وبها قصر الحاكم ومأذنة لبقايا مسجد وهي مكونة من ثلاث طوابق بارتفاع 21 متراً كما يوجد بها عدة مساجد من العصر التركي والمملوكي وهناك بوابة على شكل معبد للإله تحوت مستخدمة كمدخل لأحد المنازل.
- مقابر المزوقة

تقع على مسافة 5 كم من القصر وعلى بعد 37 كم من مدينة (موط) الداخلة ولها طريق ممهد، وهي عبارة عن جبانة ترجع إلى العصر الروماني وتضم مقابر منحوتة في الصخر وعليها نقوش زاهية تمثل خيرات الواحات ومنها إله الزرع وإله الماء ومزارع الشعير والنخيل والطيور والتحنيط والحساب والعقاب، واكتشفت عام 1973م على يد الدكتور أحمد فخري، وبها مقبرتين لشخصين أحدهما بادي اوزير والآخر بادي باستت.

## البنية التحتية

### النقل والمواصلات

#### المطارات
1. مطار الخارجة
2. مطار الداخلة
3. مطار شرق العوينات

## المحافظون

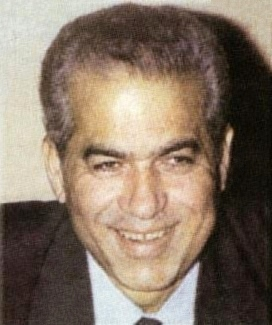
صورة لكمال الجنزري الذي كان محافظًا ثم أصبح رئيس وزراء مصر فيما بعد.

المحافظ هو ممثل السلطة التنفيذية في المحافظة ورئيس المجلس التنفيذي للمحافظة، ويعينه أو يعفيه من منصبه رئيس الجمهورية.
| الاسم                        | بداية الفترة   | نهاية الفترة   |
| ---------------------------- | -------------- | -------------- |
| أنور عبد الحليم البارودي     | 10 سبتمبر 1960 | 8 مايو 1968    |
| عبد الفتاح عبد الحميد الجغيل | 8 مايو 1968    | 29 مايو 1974   |
| إبراهيم محمود شكري           | 29 مايو 1974   | 16 فبراير 1976 |
| كمال أحمد الجنزوري           | 16 فبراير 1976 | 5 مايو 1977    |
| محمد فهمي محمود نجم          | 15 مايو 1977   | 29 نوفمبر 1978 |
| محمود فوزي البرنس            | 29 نوفمبر 1978 | 13 مارس 1983   |
| فاروق محمد محمود التلاوي     | 13 مارس 1983   | 21 أبريل 1993  |
| محمد عزت السيد               | 21 أبريل 1993  | 9 يوليو 1997   |
| عثمان أحمد متولي شاهين       | 9 يوليو 1997   | 31 أكتوبر 1999 |
| سلمى محمد أحمد سليم          | 31 أكتوبر 1999 | 17 يوليو 2001  |
| مدحت محمد عبد الرحمن مصطفى   | 17 يوليو 2001  | 15 يوليو 2004  |
| أبو بكر حسن محمد الرشيدي     | 15 يوليو 2004  | 1 يناير 2006   |
| أحمد مختار فتحي              | 1 يناير 2006   | 19 ديسمبر 2010 |
| جمال أحمد إمبابي سلمان       | 28 يناير 2011  | 7 أغسطس 2011   |
| طارق مهدي عبد التواب         | 7 أغسطس 2011   | 16 يونيو 2013  |
| محمود محمد أحمد خليفة        | 16 يونيو 2013  | 26 ديسمبر 2015 |
| محمود عبد الرحمن عشماوي      | 26 ديسمبر 2015 | 16 فبراير 2017 |
| محمد سالمان موسى الزملوط     | 16 فبراير 2017 | في المنصب      |

## معرض صور

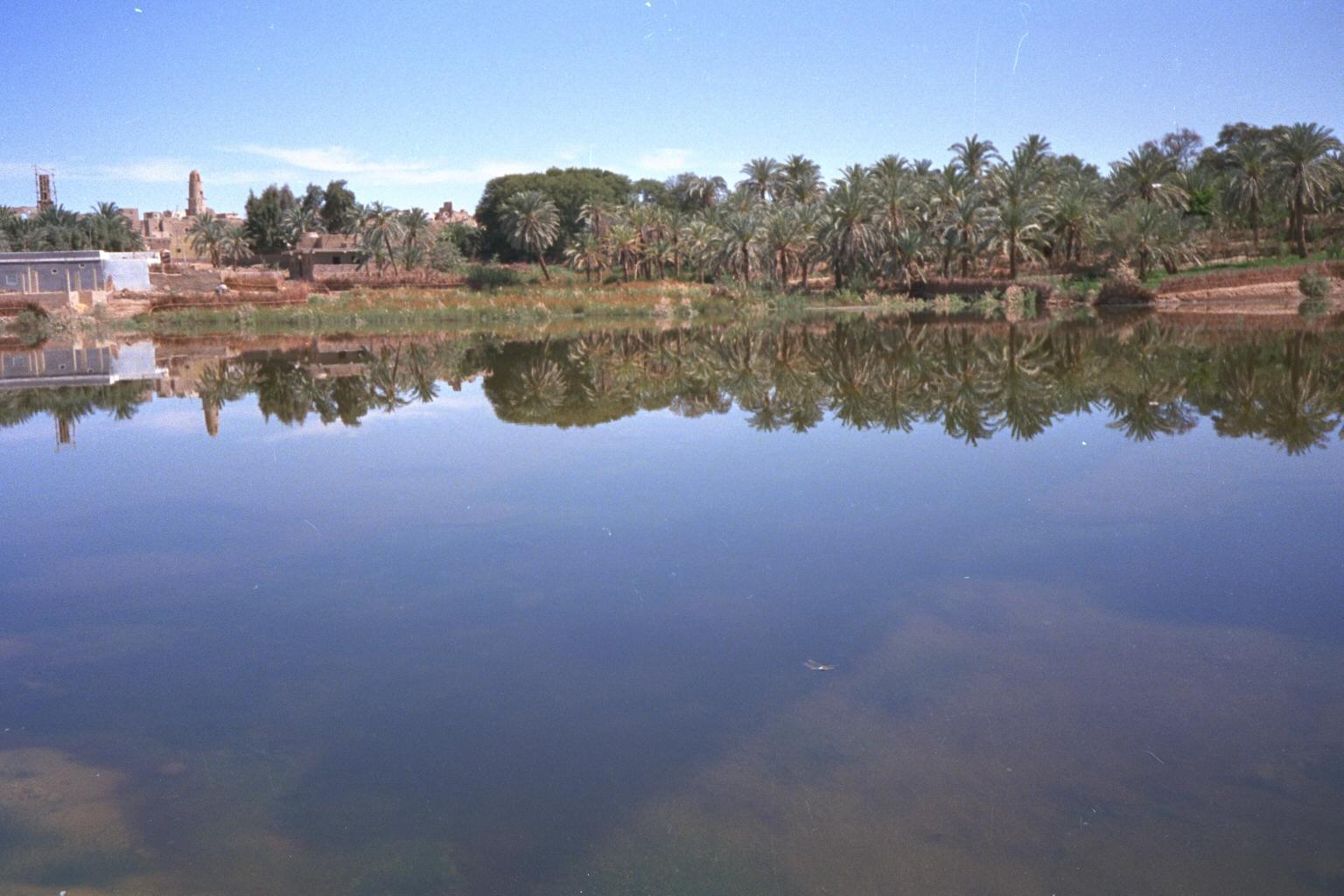
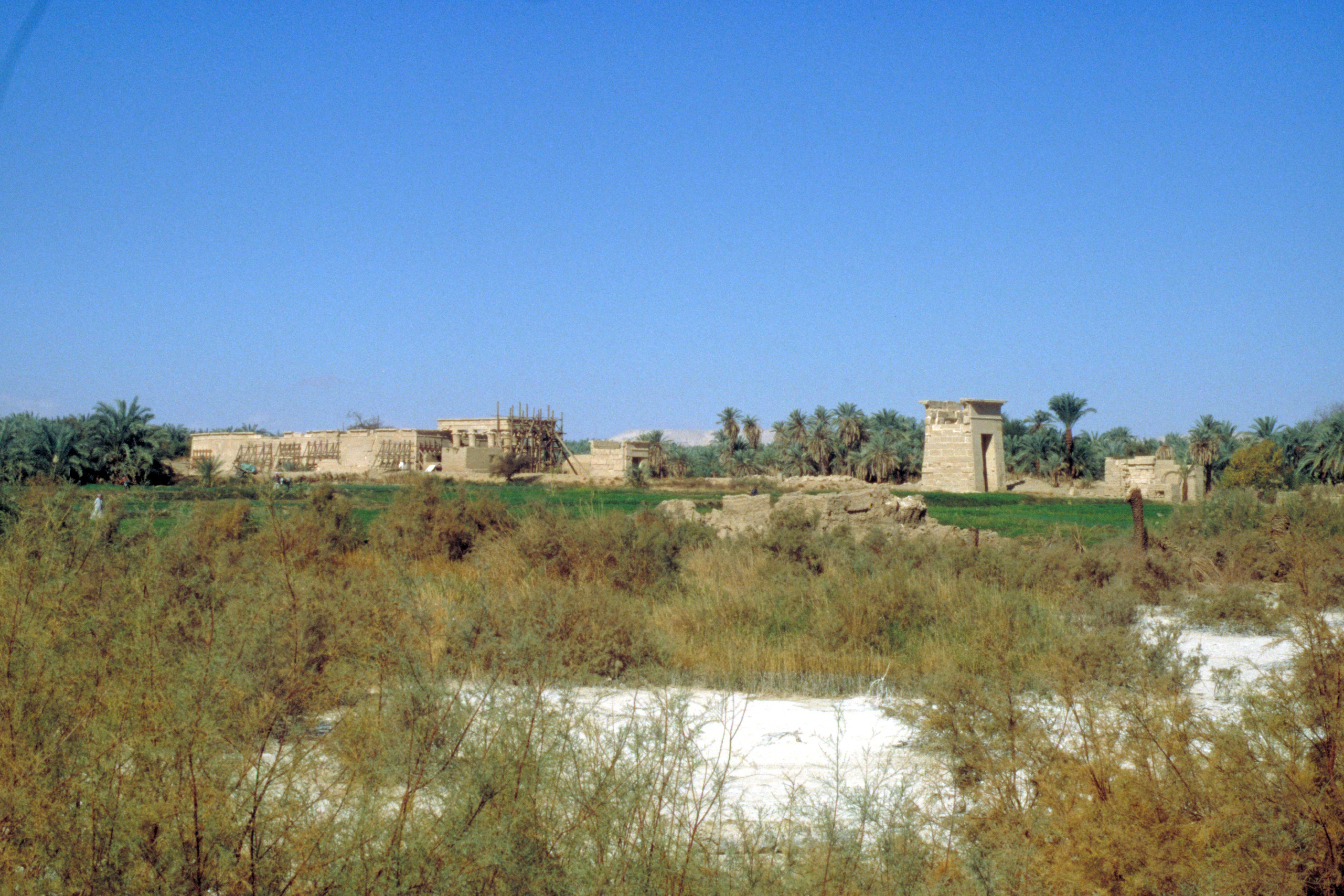
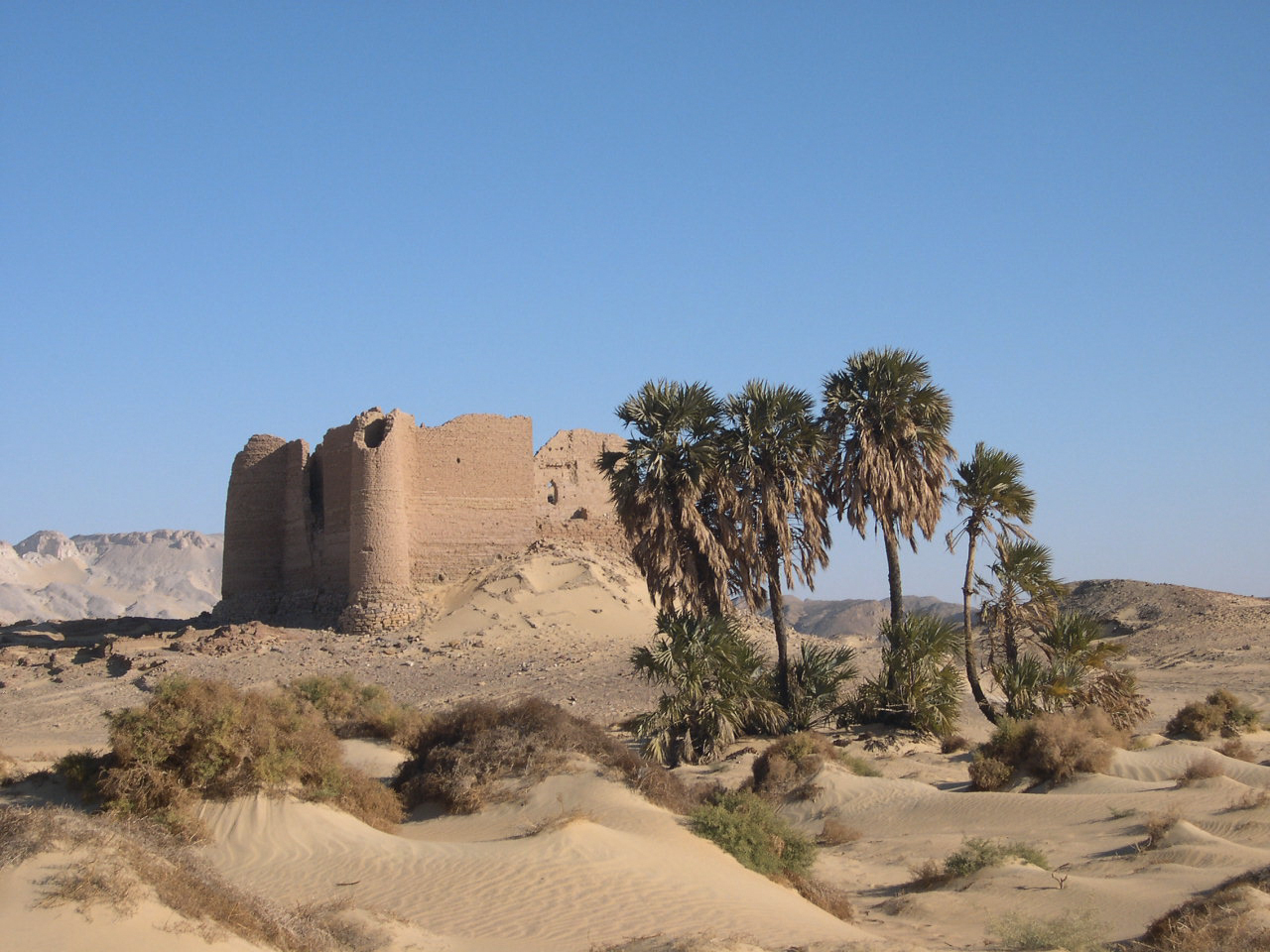
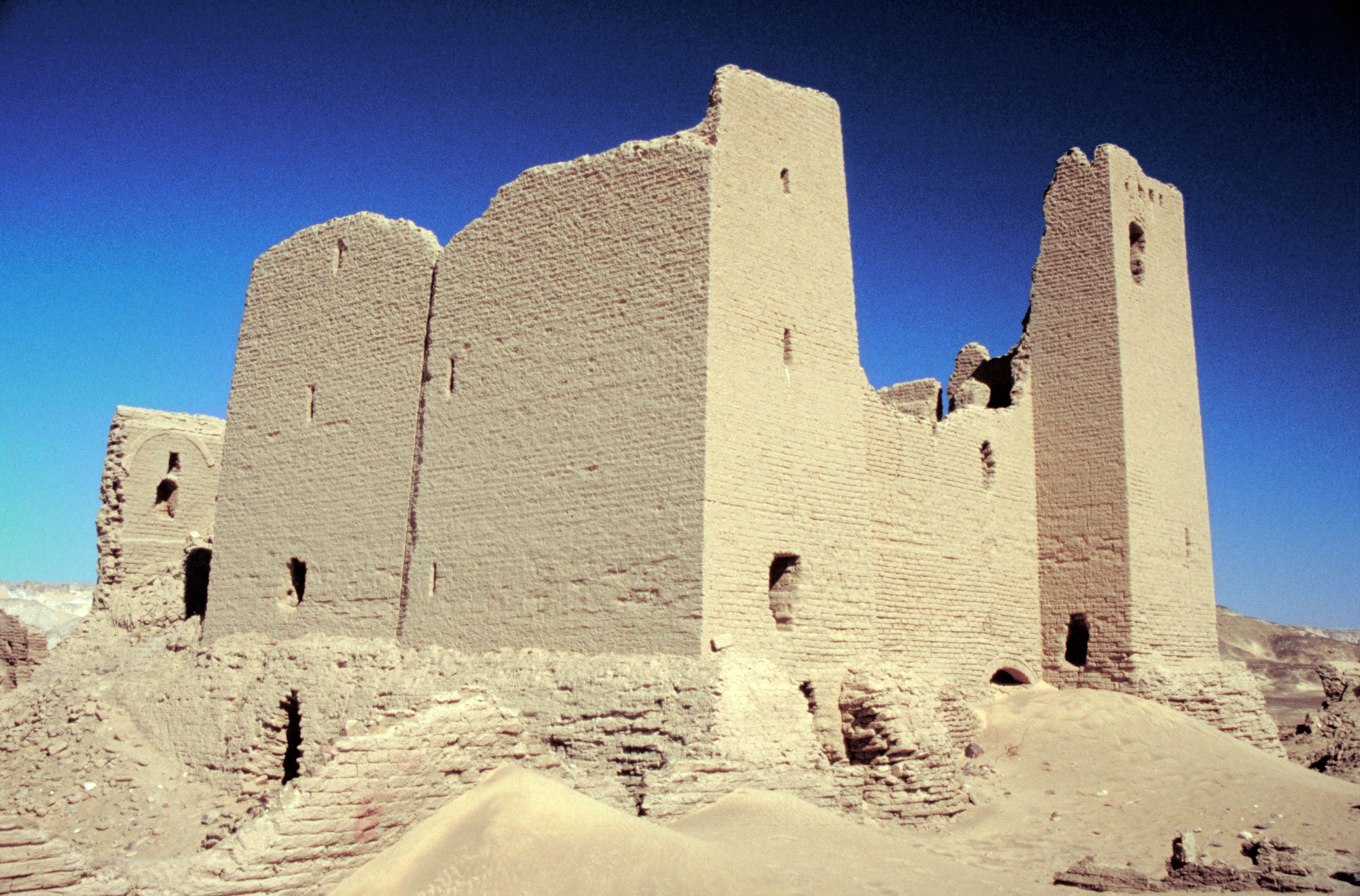
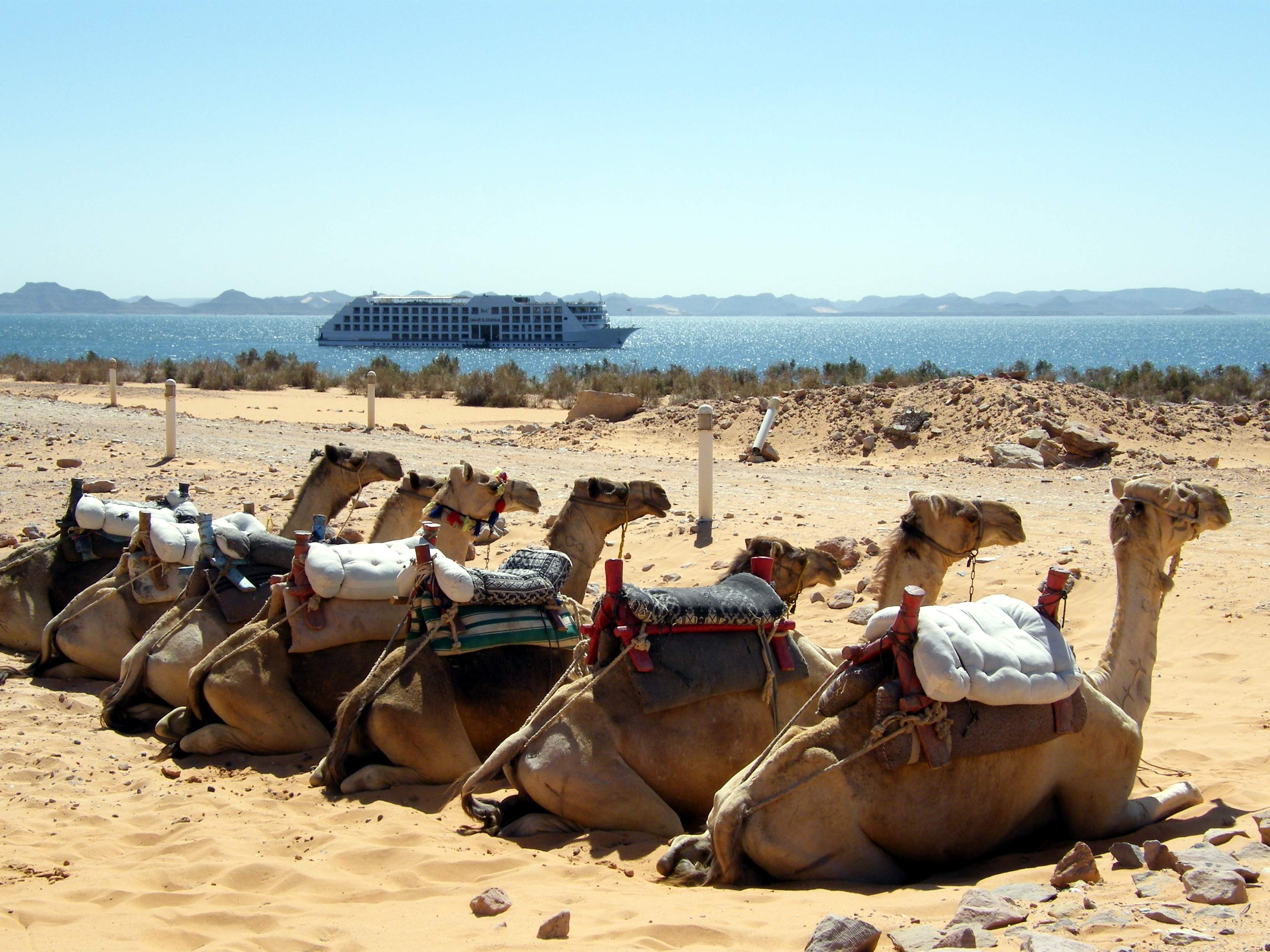
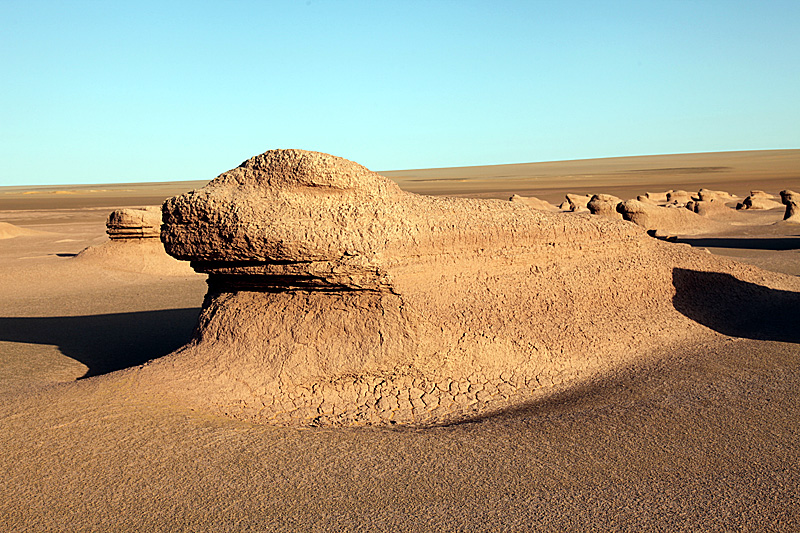
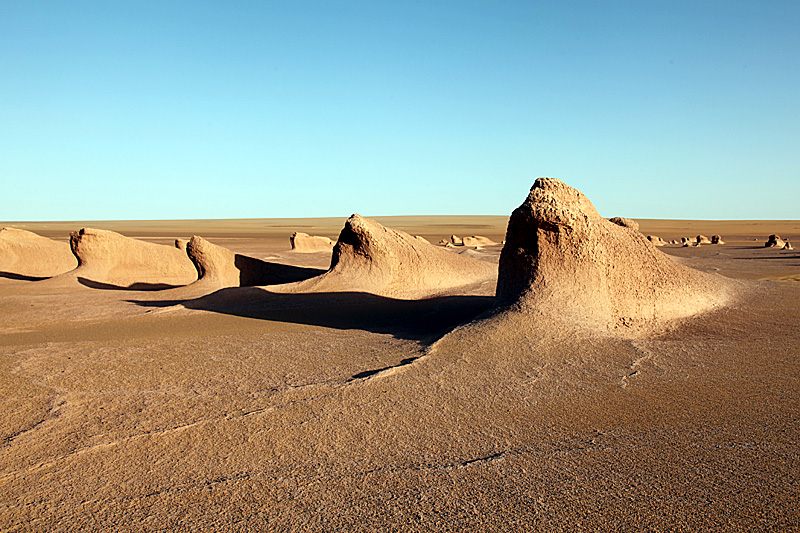
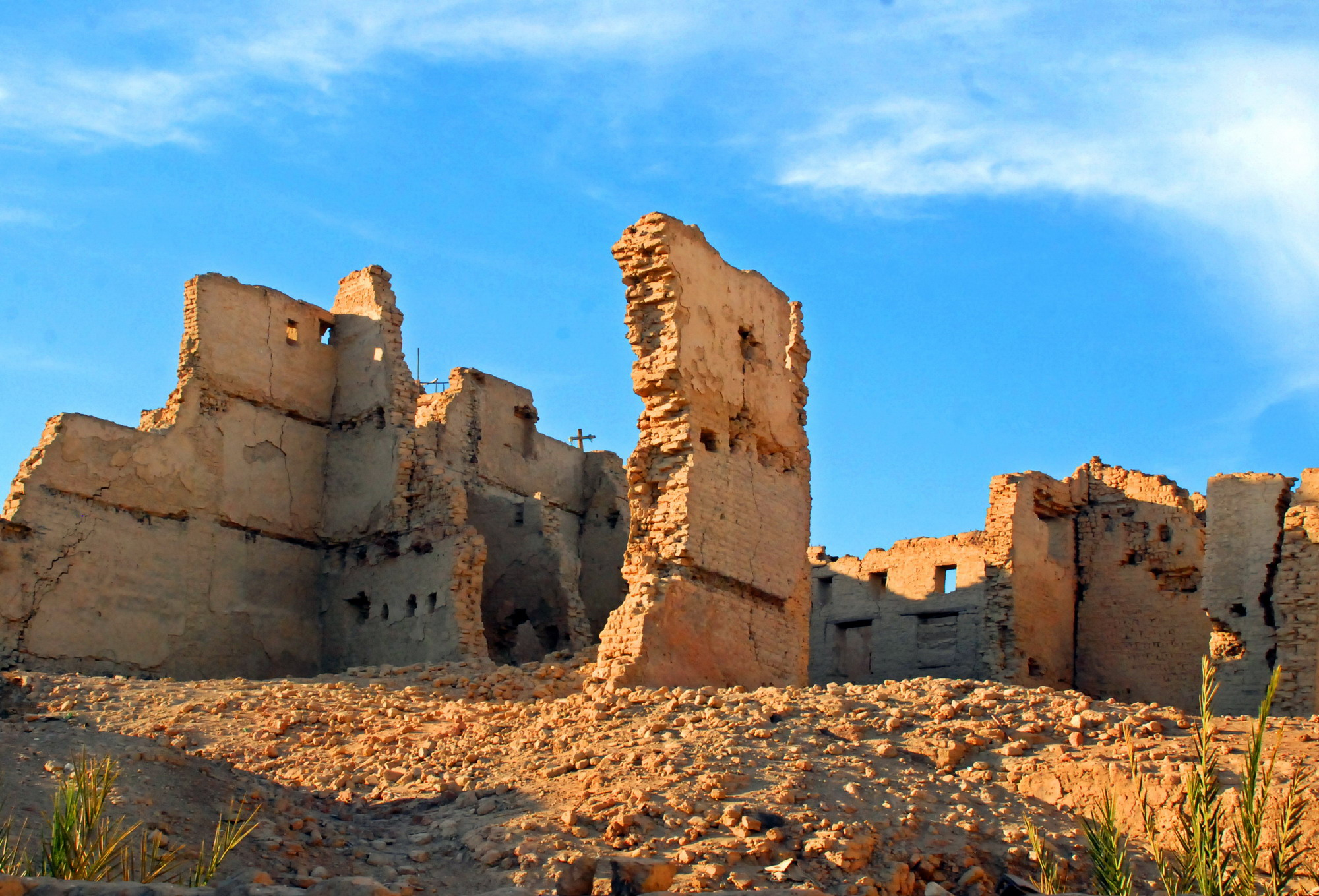
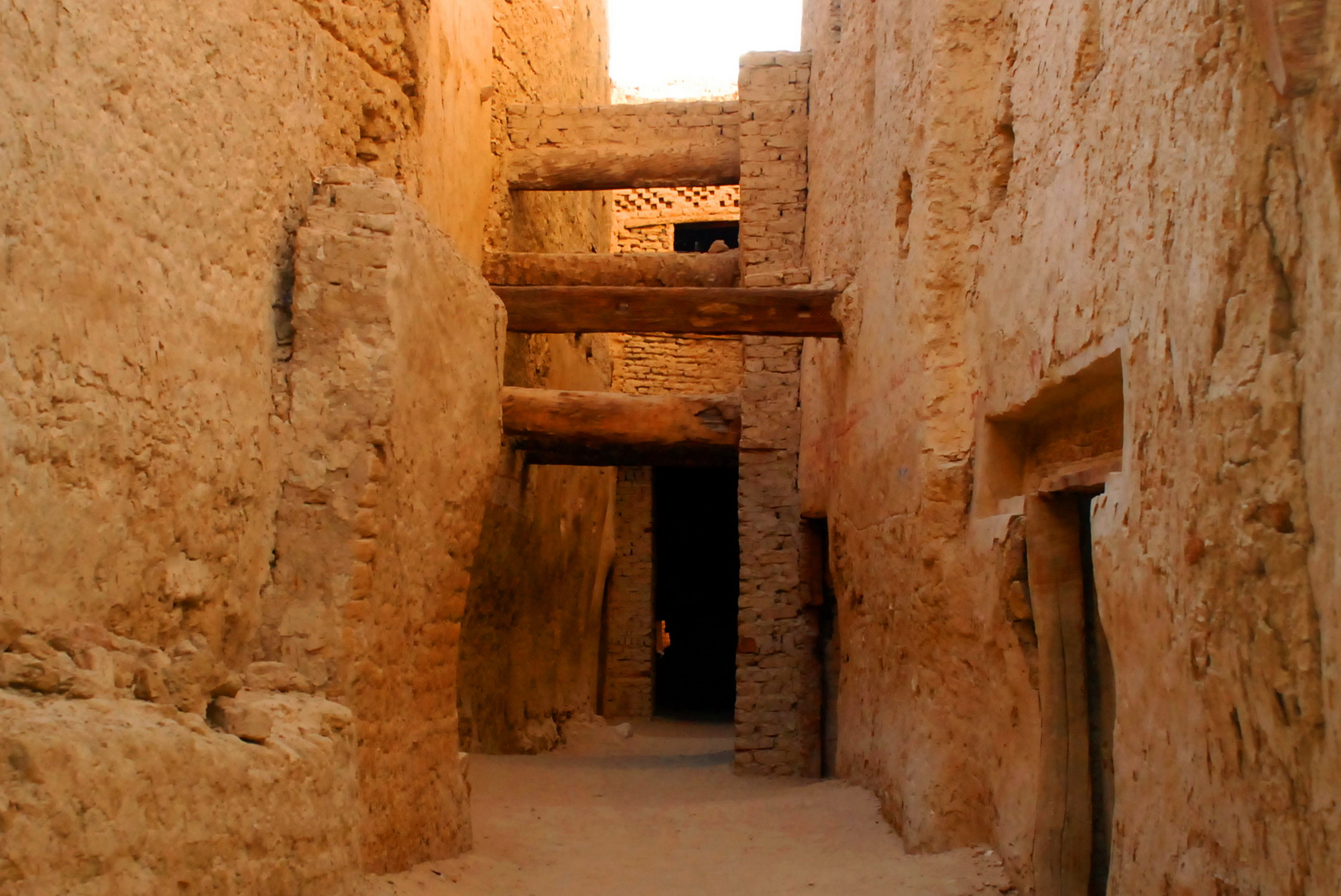
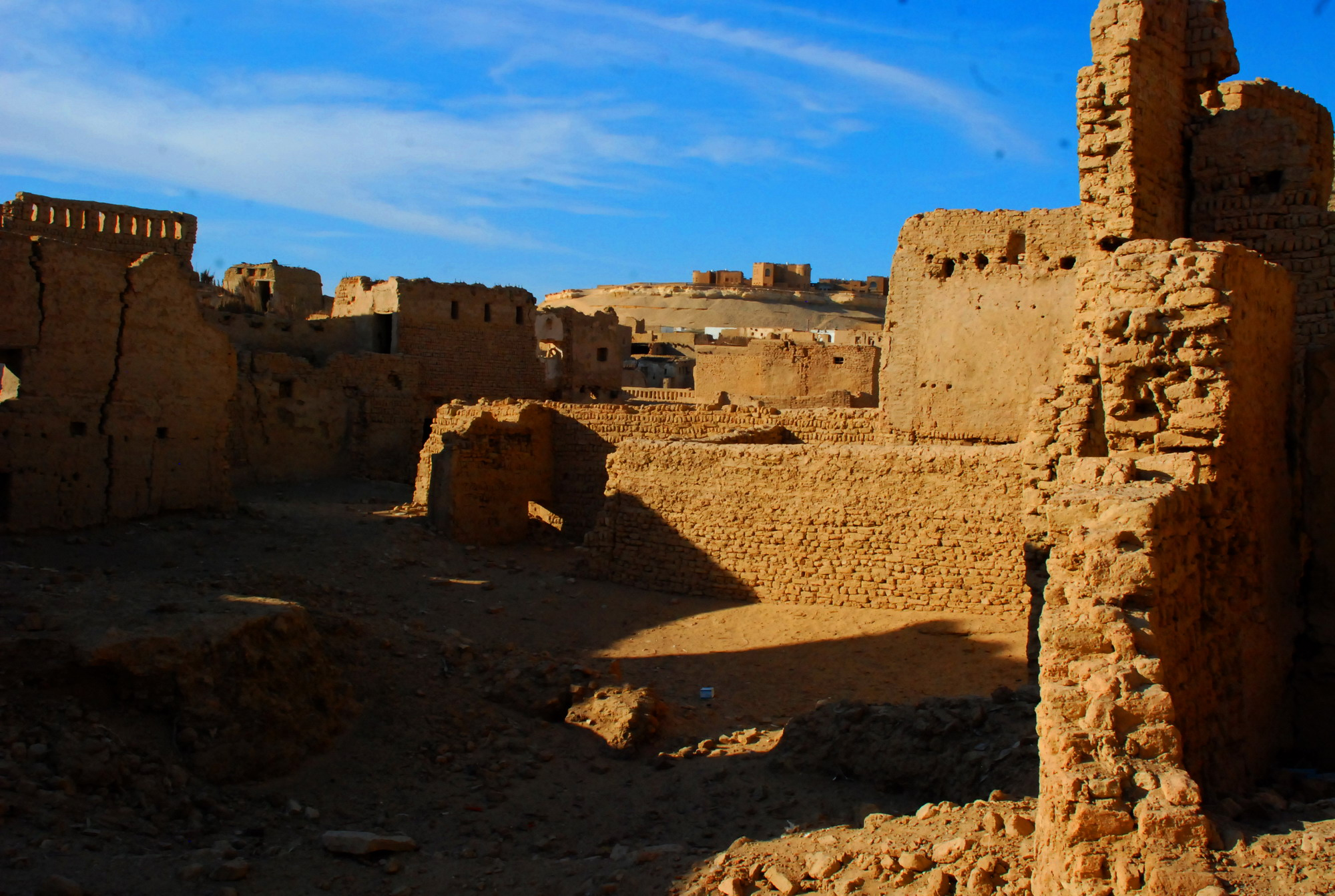
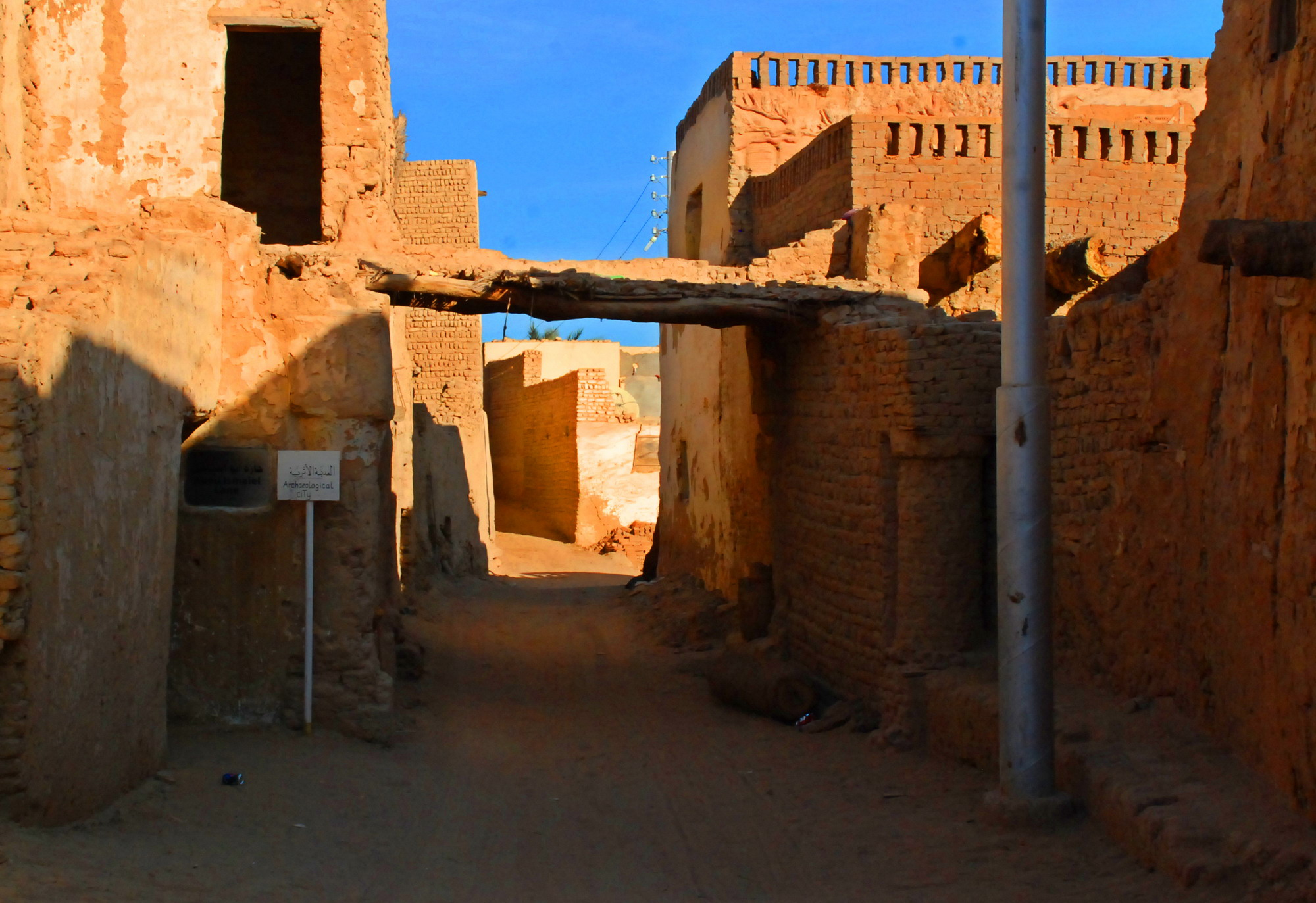
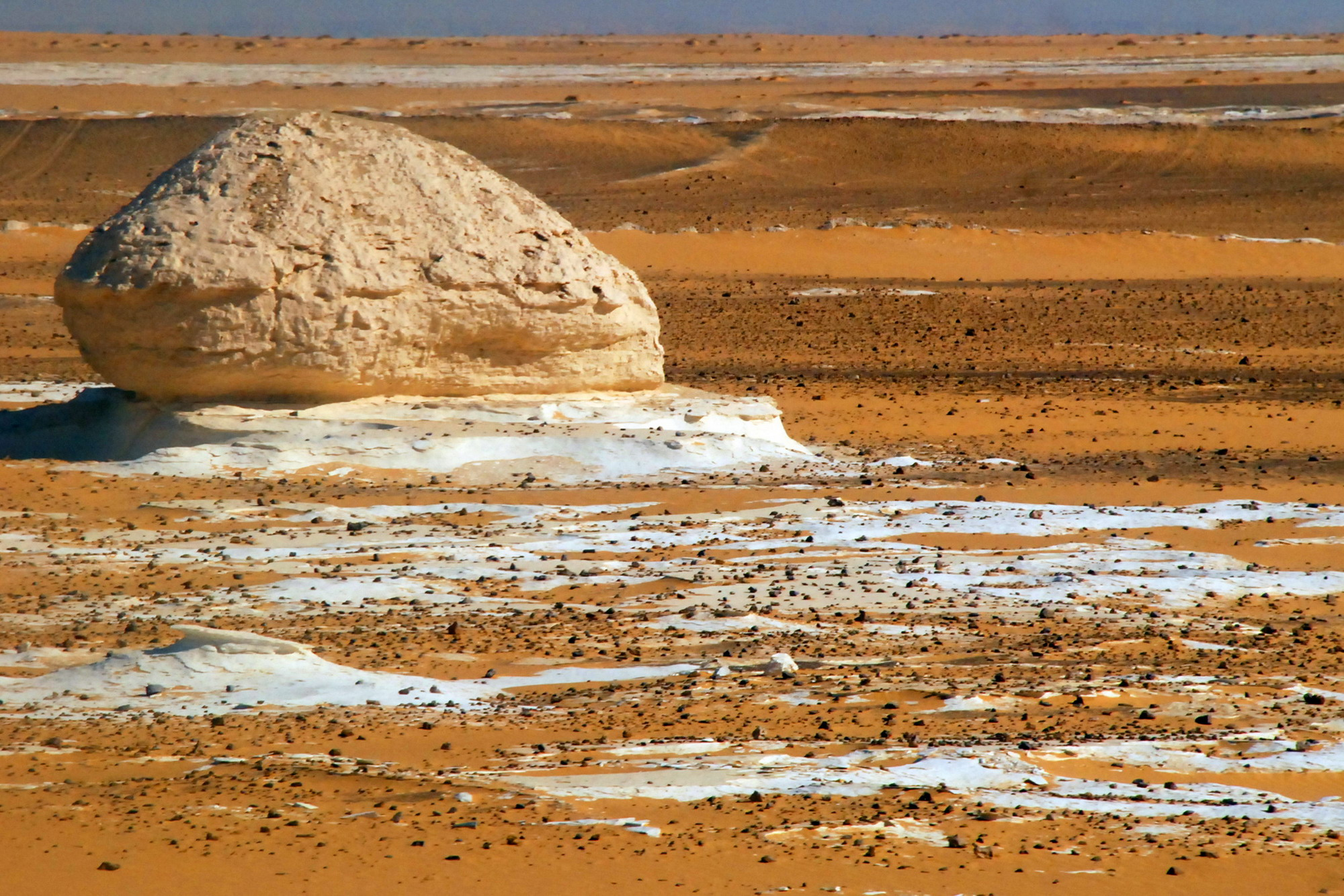
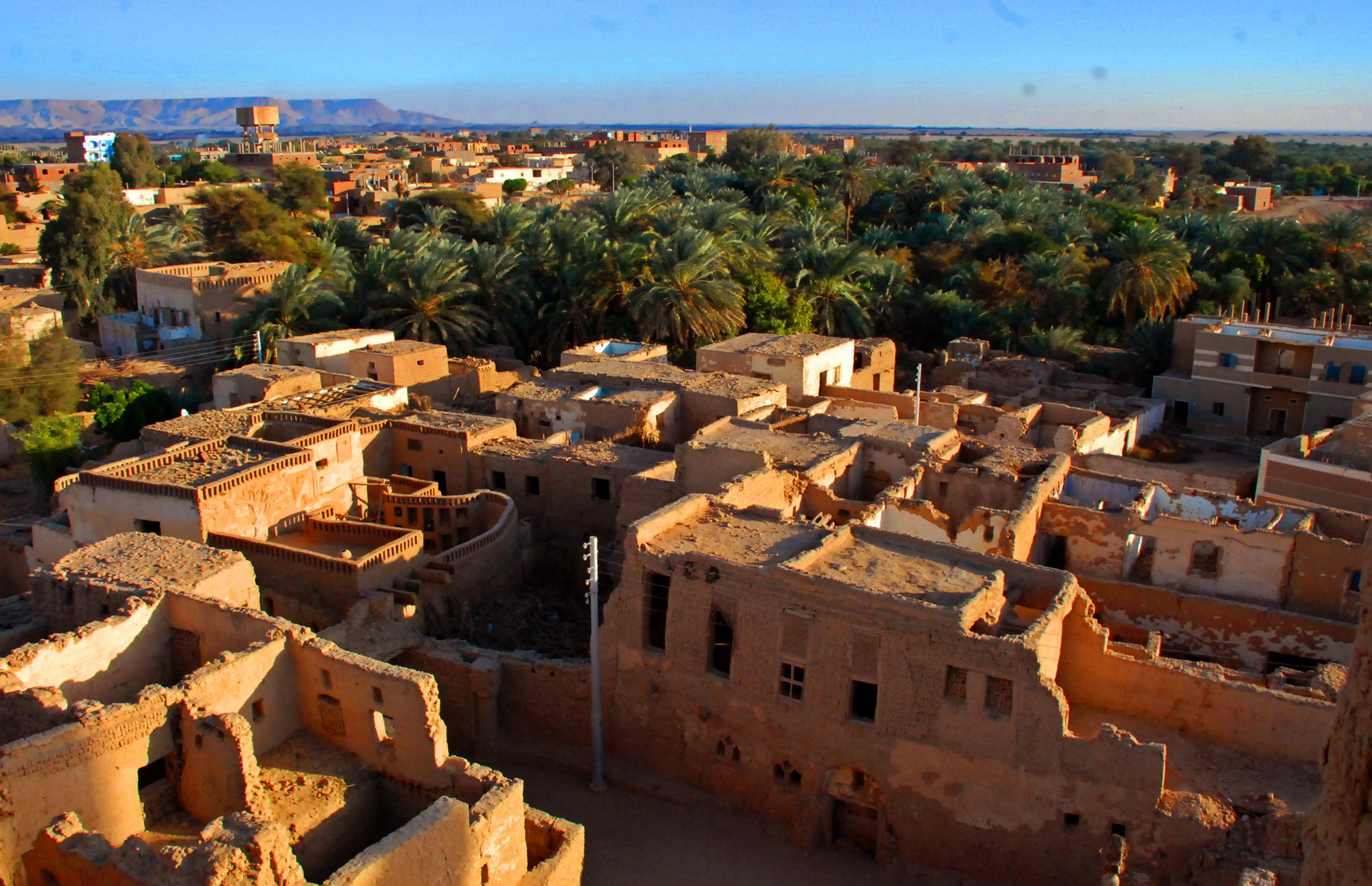
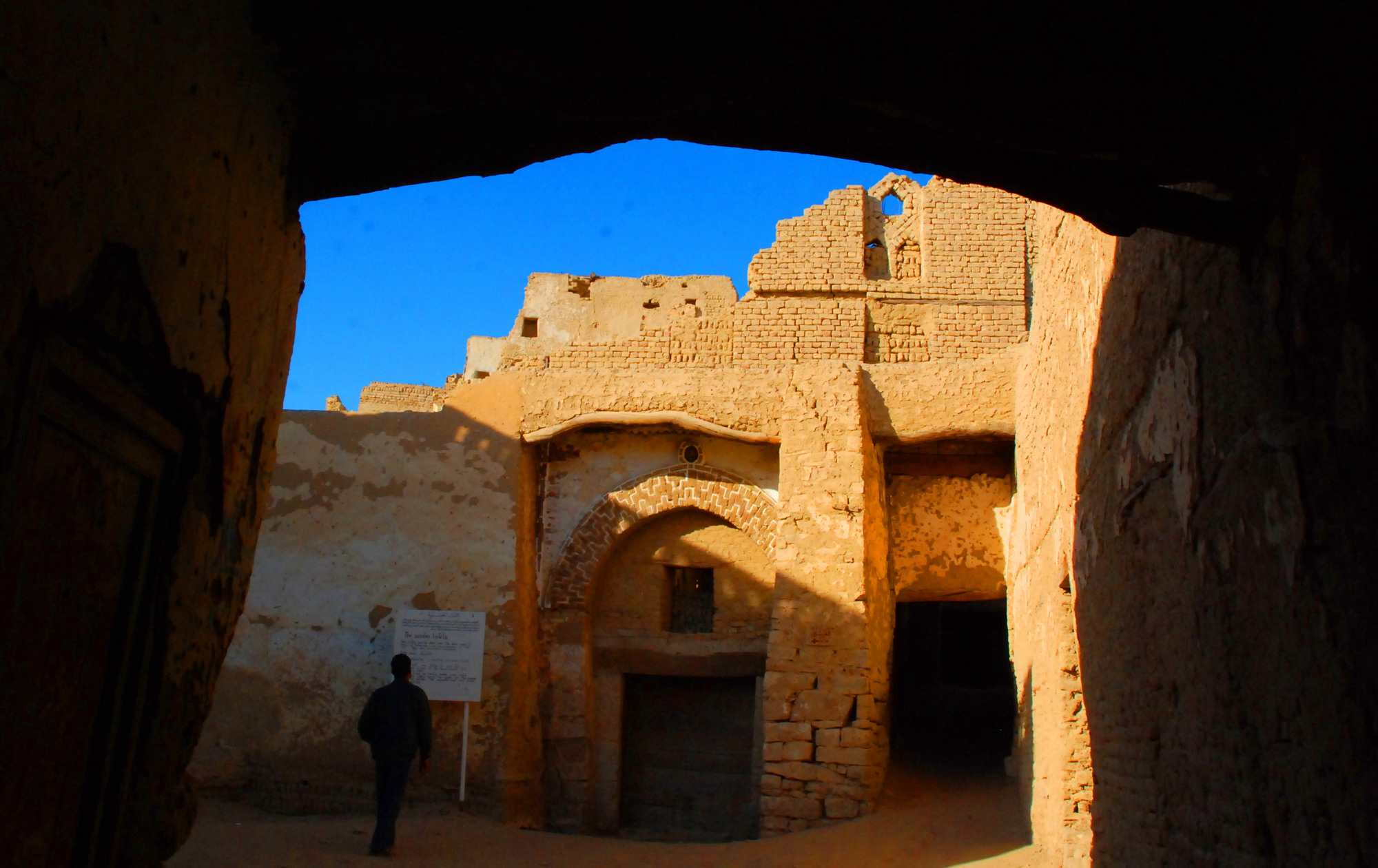
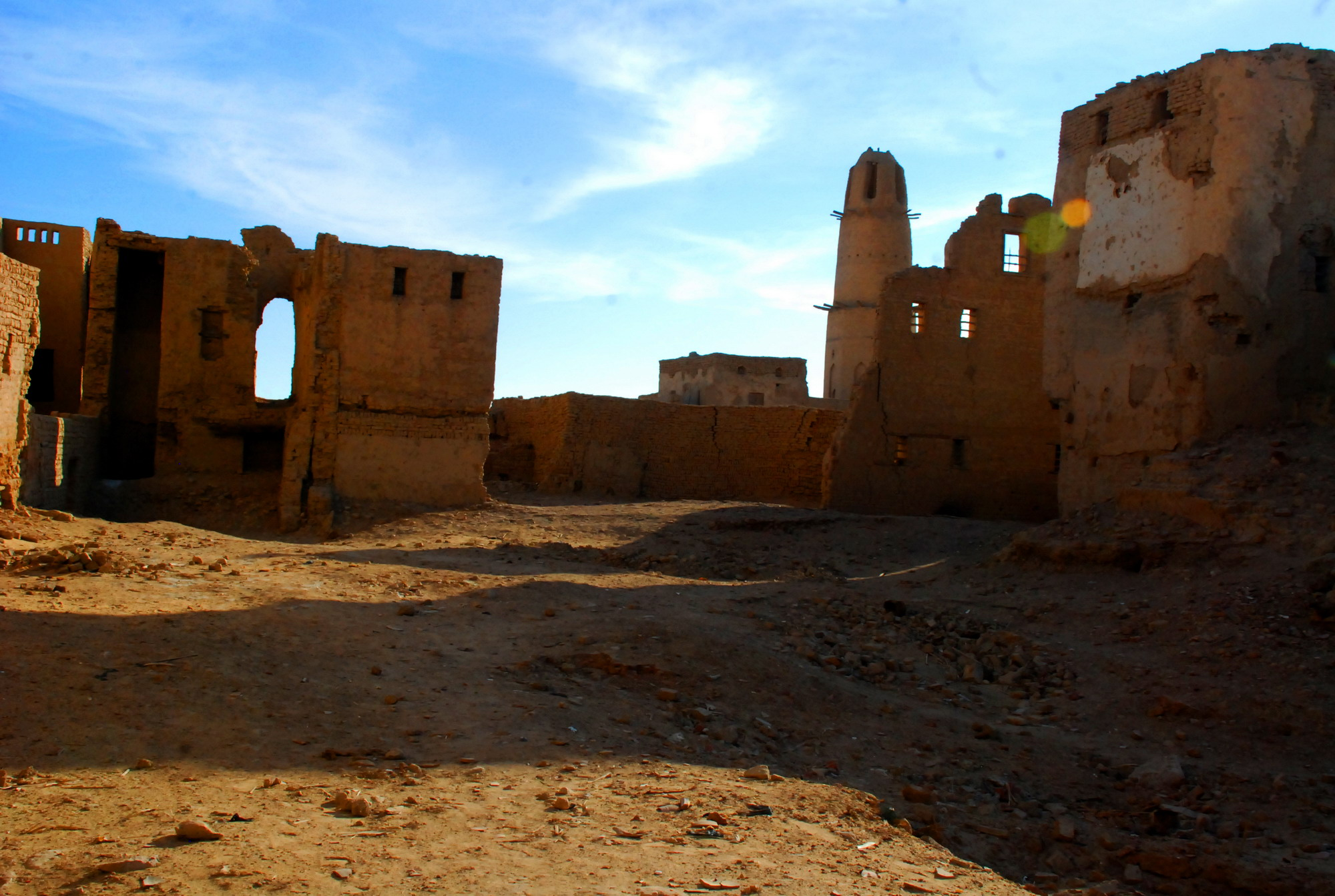
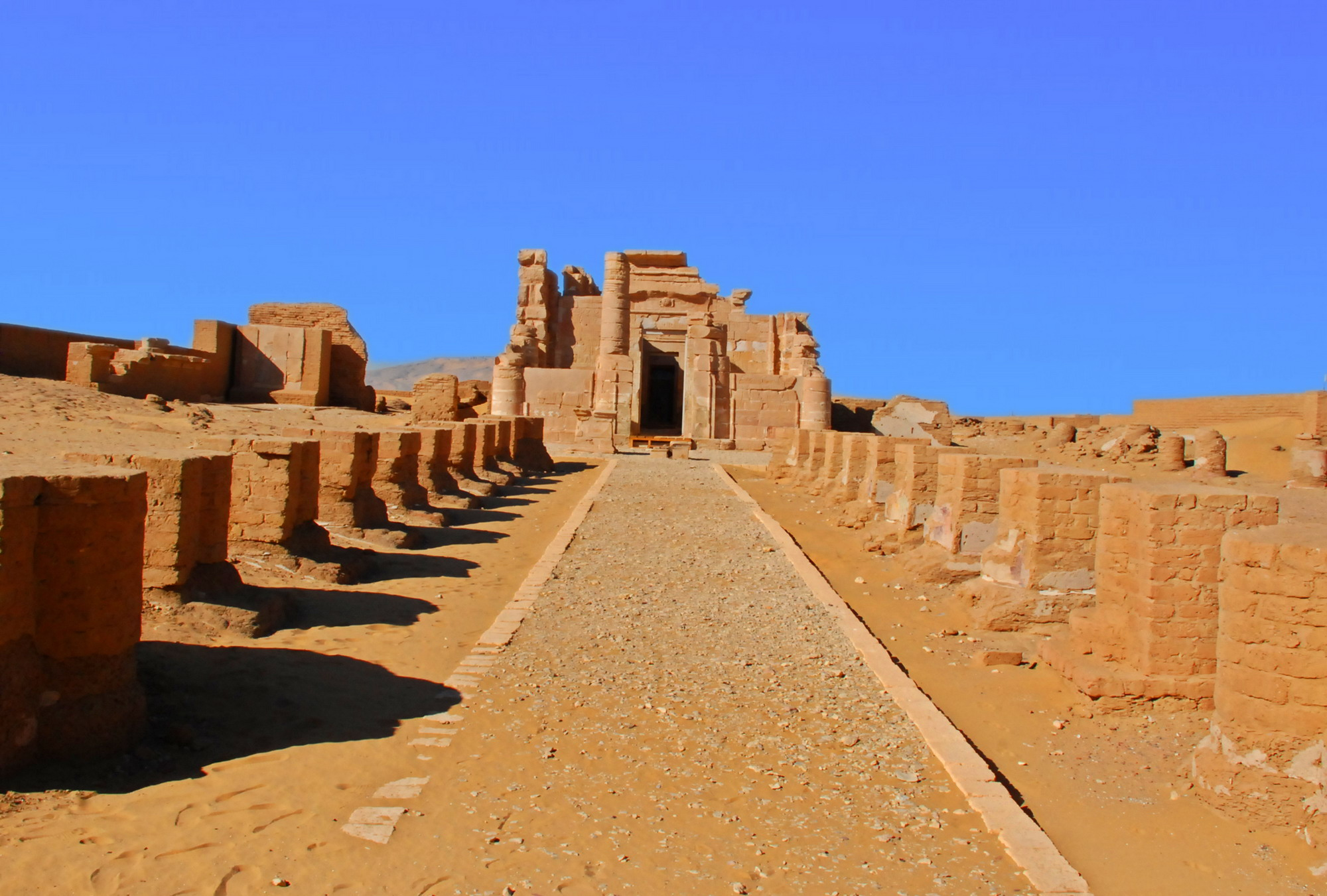
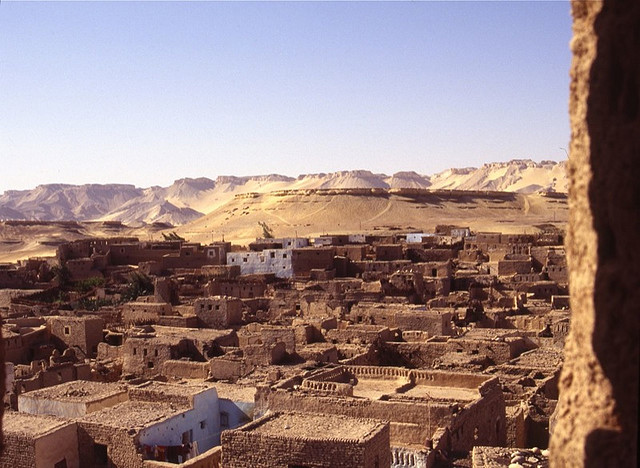
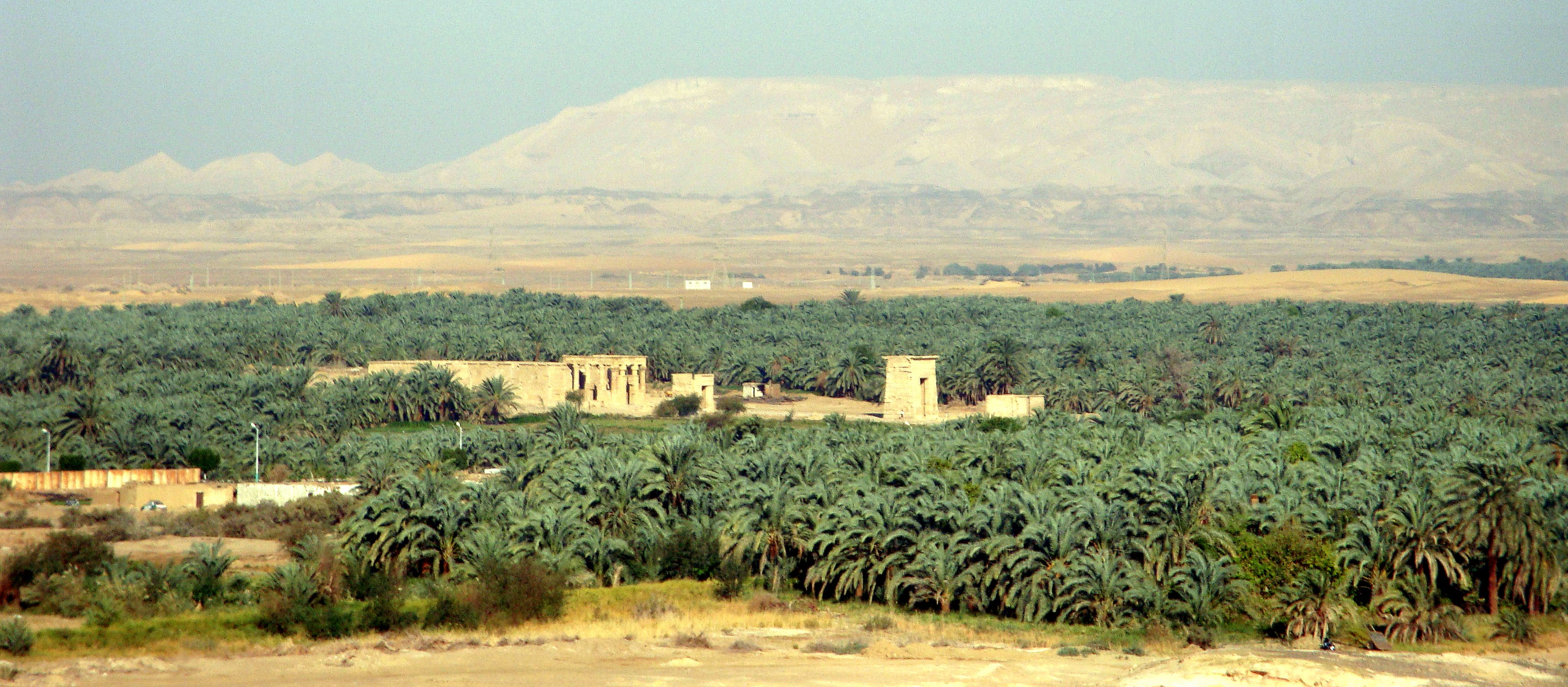
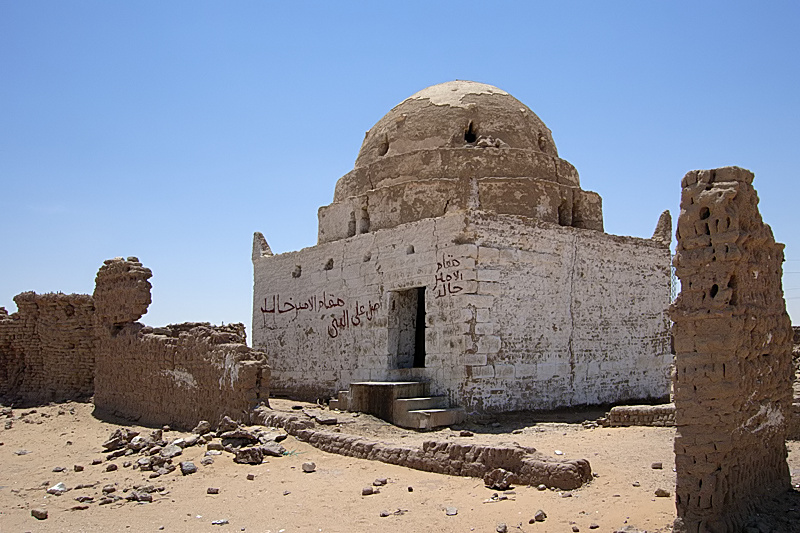
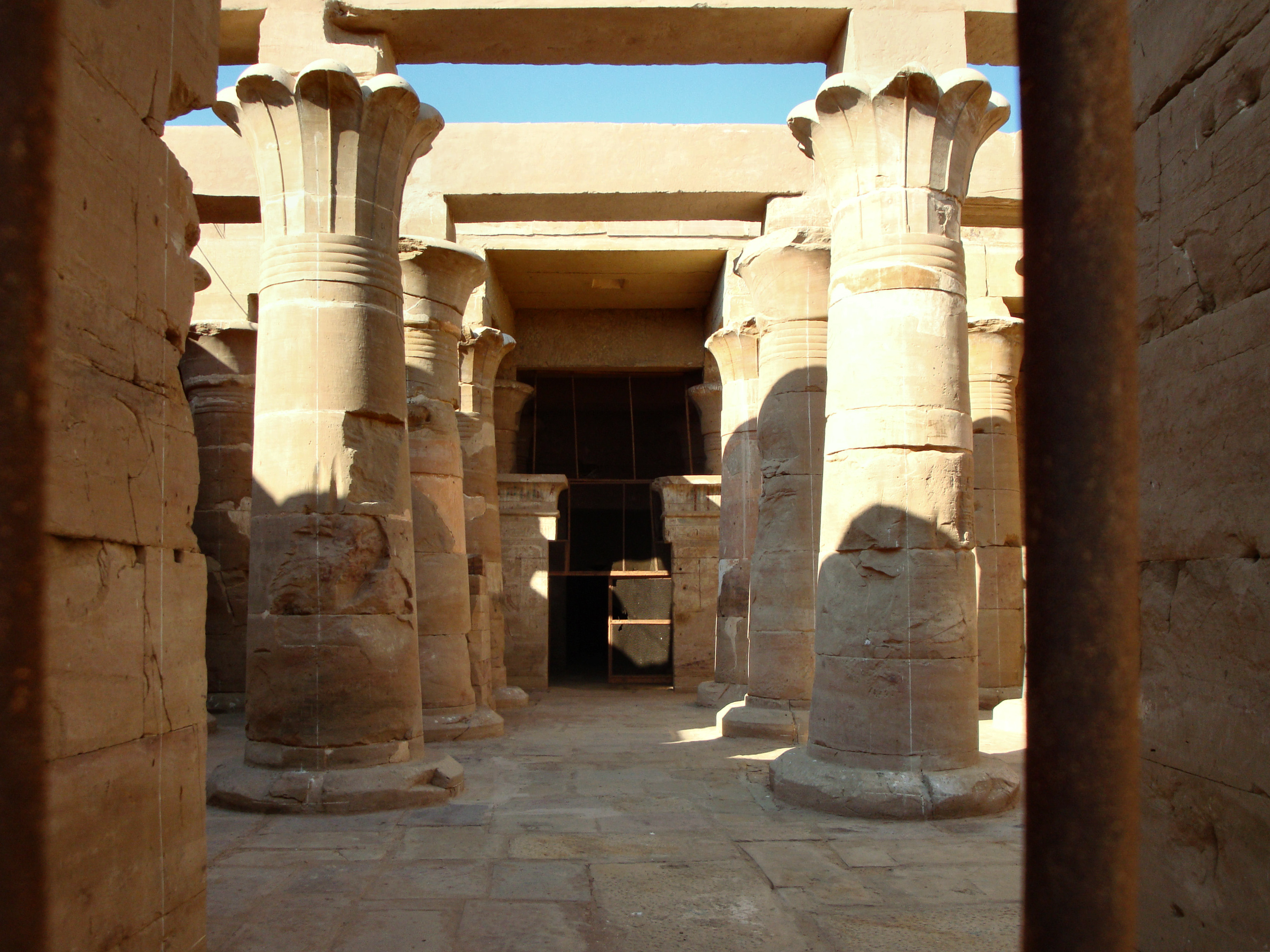
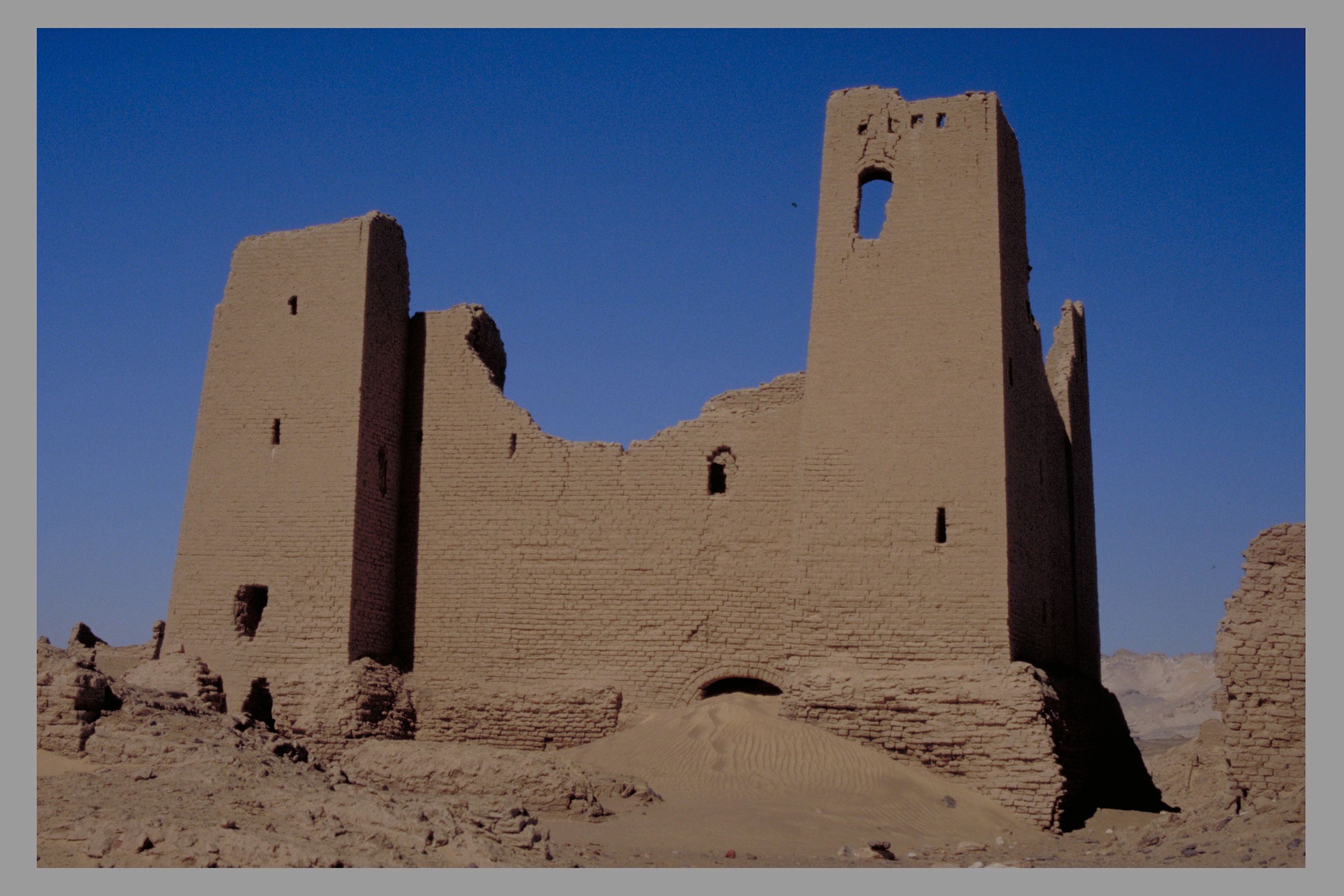
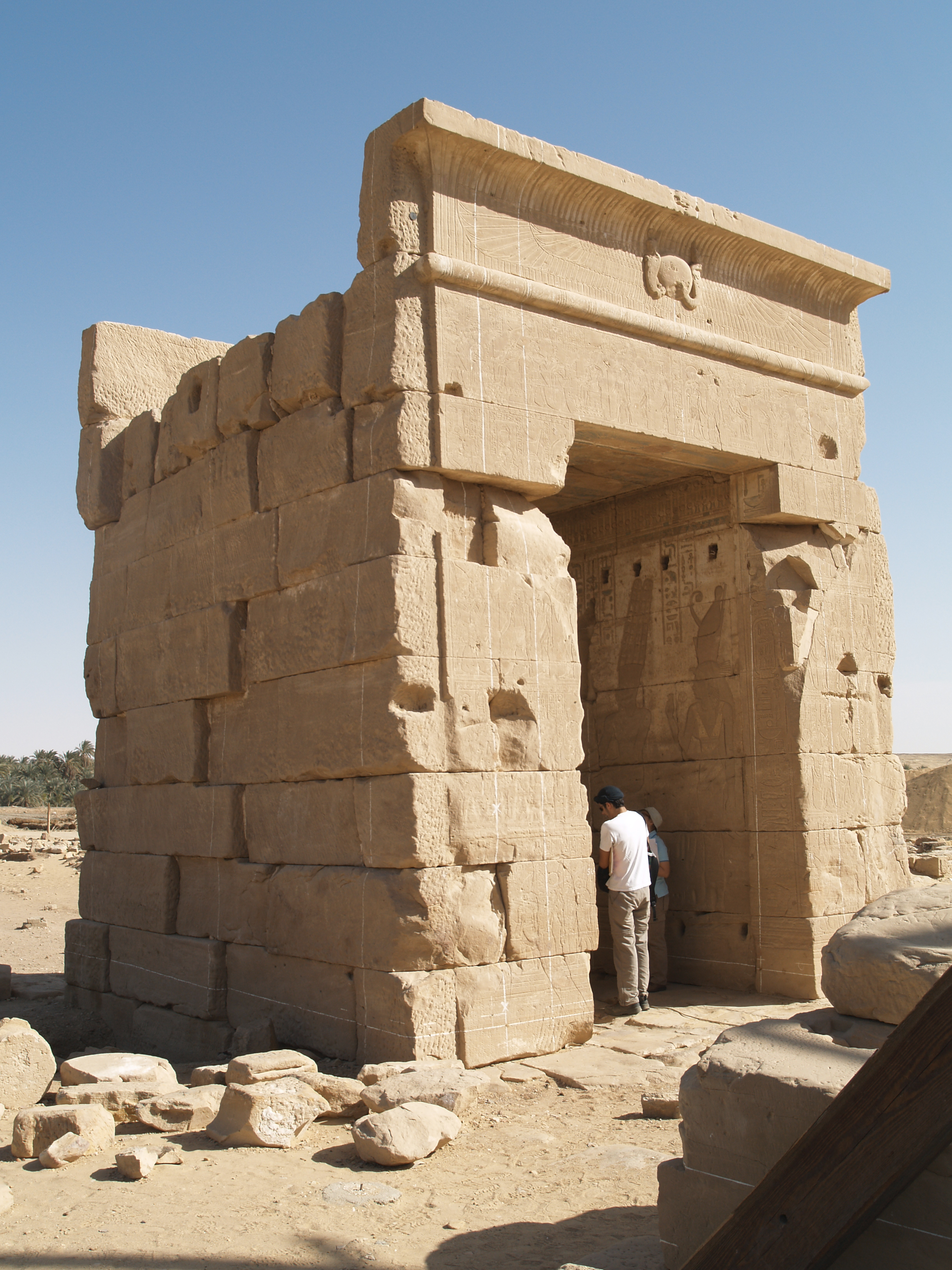
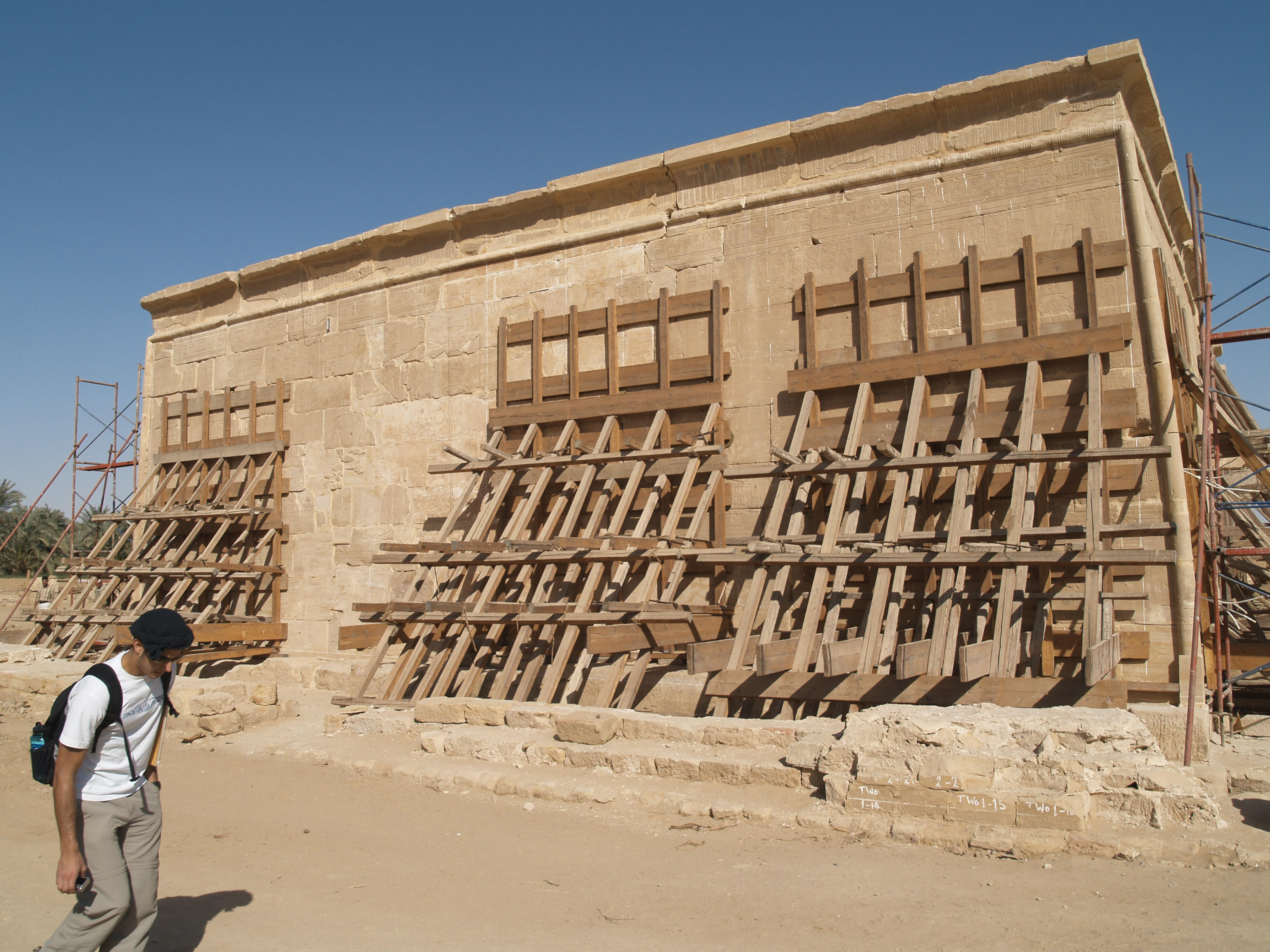
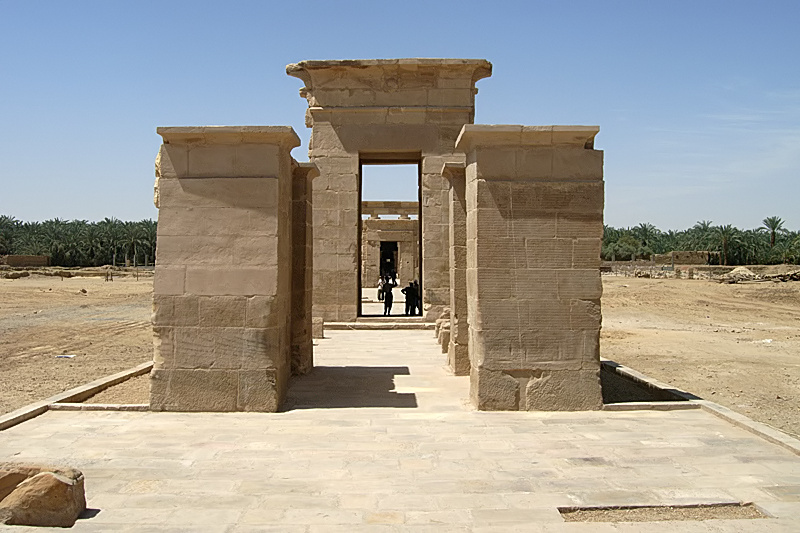
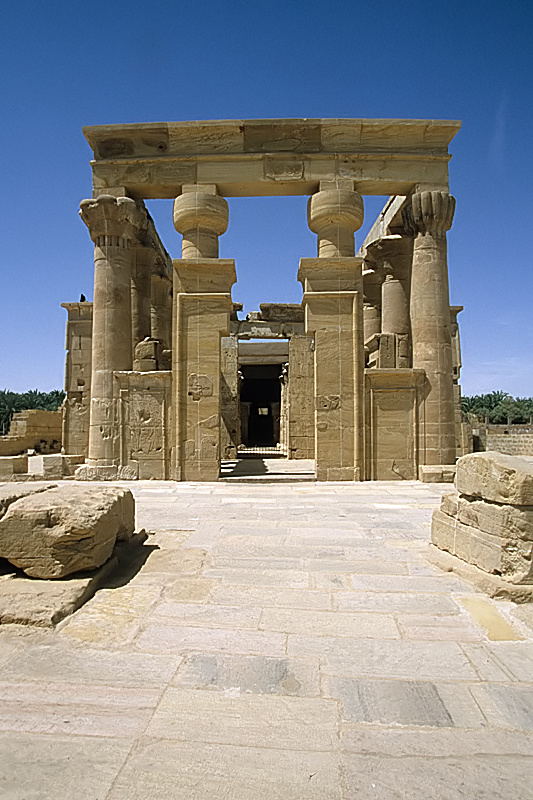